# Temporada de huracanes del Atlántico de 2017
La temporada de huracanes del Atlántico de 2017 fue una temporada hiperactiva, extremadamente mortal y catastrófica de ciclones tropicales que, con un total de daños de al menos $ 268.93 mil millones (USD), fue la temporada más costosa de la historia. Con más de 3,300 muertes, dicho año fue la temporada más mortífera desde la temporada de 2005 y también el séptimo con el valor más alto Energía Ciclónica Acumulada (ACE). La mayor parte del daño de la temporada se debió a tres huracanes mayores: Harvey, Irma y María. Otro huracán notable, Nate, fue el peor desastre natural en la historia de Costa Rica. Harvey, Irma, María y Nate tuvieron que retirar los nombres debido a sus altos costos de daños y pérdida de vidas. Con diecisiete tormentas nombradas, diez huracanes y seis huracanes mayores, la temporada se ubica junto a la temporada de 1936 como la quinta temporada más activa desde que comenzaron los registros confiables en 1851. La temporada tuvo los huracanes más importantes desde 2005. Esta temporada también es una de solo seis años en la historia de presentar múltiples huracanes de categoría 5 y la única temporada que no sea 2007 con dos huracanes tocando tierra con esa intensidad. Los diez huracanes de la temporada ocurrieron en una fila, el mayor número de huracanes consecutivos en la era de los satélites, y empatados en el mayor número de huracanes consecutivos jamás observados en la cuenca del Atlántico. Además, esta temporada es la única temporada en la que tres huracanes tuvieron un valor alto de la Energía Ciclónica Acumulada de más de 40 unidades:  Irma, José y  María.
La temporada comenzó oficialmente el 1 de junio y terminó el 30 de noviembre de 2017. Estas fechas históricamente describen el período del año en que la mayoría de los ciclones tropicales se forman en la cuenca atlántica. Sin embargo, como lo demostró la tormenta tropical Arlene en abril, la formación de ciclones tropicales es posible en otras épocas del año. A mediados de junio, la tormenta tropical Bret tocó tierra en Trinidad y Tobago, que rara vez es golpeada por ciclones tropicales, debido a su baja latitud. A finales de agosto, el huracán Harvey se convirtió en el primer gran huracán en tocar tierra en los Estados Unidos desde Wilma en 2005 y el primer huracán de categoría 4 desde el huracán Charley en 2004, al tiempo que empataba el récord del ciclón tropical más costoso que se haya registrado, así como el la mayoría de las precipitaciones cayeron por un ciclón tropical en los Estados Unidos. A principios de septiembre, el huracán Irma se convirtió en el primer huracán de categoría 5 en impactar en el norte de las Islas de Sotavento, y más tarde tocó tierra en Cuba como categoría 5 y en los Cayos de la Florida como un huracán de categoría 4. En términos de vientos sostenidos máximos, Irma fue en su momento el huracán más fuerte jamás registrado en la cuenca atlántica fuera del Golfo de México y el Mar Caribe hasta el 2019 donde Huracán Dorian rompió el récord. A fines de septiembre, el huracán María se convirtió en el primer huracán de categoría 5 que azotó la isla de Dominica. Más tarde tocó tierra en Puerto Rico como un huracán de categoría 4 de alto nivel con un efecto catastrófico. La mayoría de las muertes de esta temporada ocurrieron por María. A principios de octubre, el huracán Nate se convirtió en el ciclón tropical de mayor movimiento en el Golfo de México, al tiempo que se convirtió en el cuarto huracán del año en tocar tierra en los Estados Unidos contiguos. Poco más de una semana después, el huracán Ophelia se convirtió en el huracán mayor más oriental en la cuenca atlántica, y más tarde impactó a la mayor parte del norte de Europa como un ciclón extratropical. La temporada concluyó con la tormenta tropical Rina, que se convirtió en extratropical el 9 de noviembre.
A partir de ese año, el Centro Nacional de Huracanes (NHC, por sus siglas en inglés) tuvo la opción de emitir avisos (y por lo tanto, permitir que se emitan avisos y advertencias) sobre disturbios que aún no son ciclones tropicales pero que tienen una alta probabilidad de convertirse en uno, y se espera que lo hagan. Tormenta tropical o condiciones de huracán a las masas de tierra dentro de las 48 horas. Tales sistemas se denominan "Potenciales ciclones tropicales". La primera tormenta en recibir esta designación fue el potencial ciclón tropical dos, que luego se convirtió en tormenta tropical Bret, al este-sureste de las islas de Barlovento el 18 de junio. la temporada de huracanes, lo que significa que el próximo sistema tropical se designaría con el siguiente número, aunque los ciclones tropicales potenciales no califican como ciclones tropicales. Esto se demostró por primera vez con el Potencial ciclón tropical Diez, que no se convirtió en un ciclón tropical.

## Antecedentes

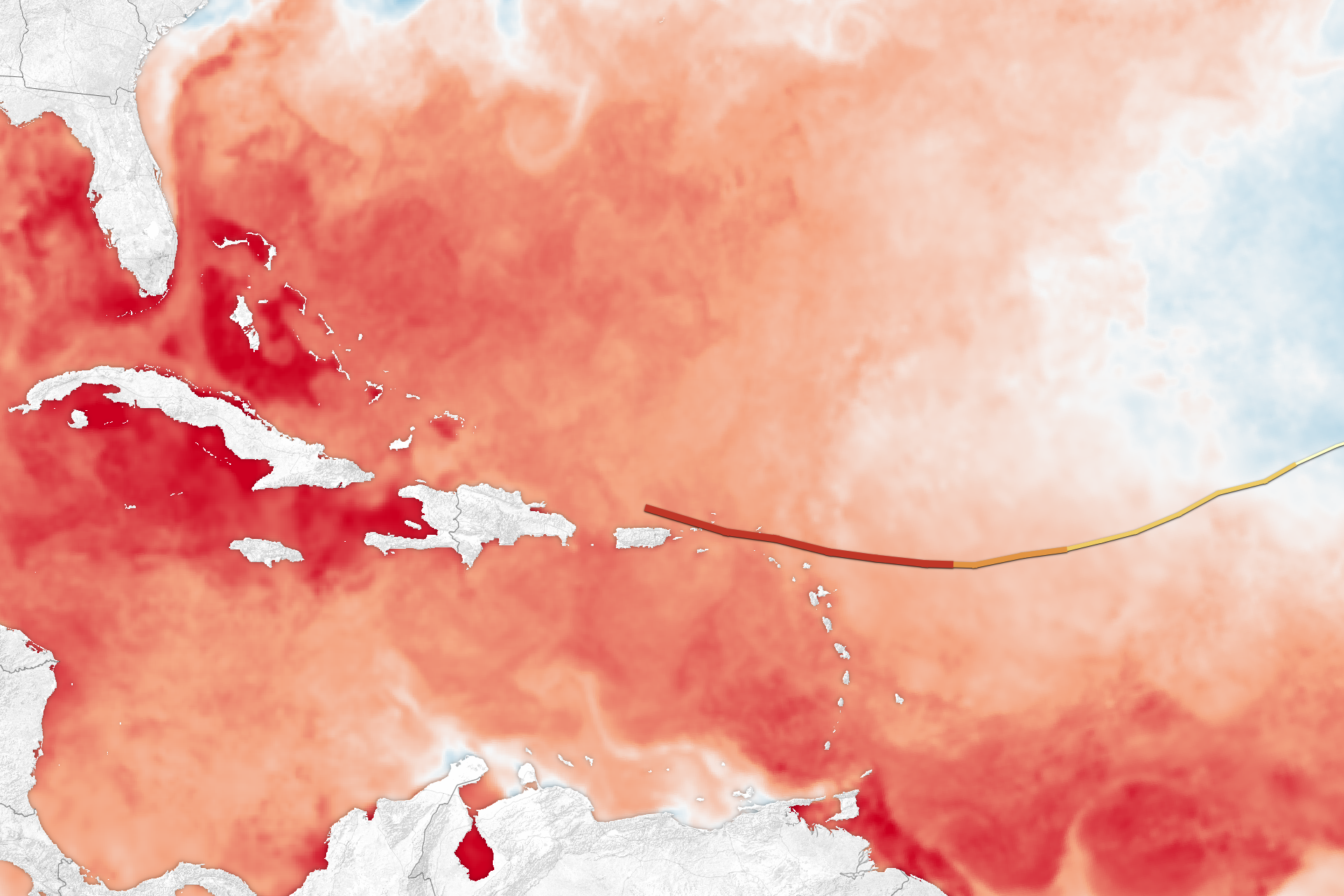
El mapa de arriba muestra las temperaturas de la superficie del mar (SST) en el Océano Atlántico, el Mar Caribe y el Golfo de México el 5 de septiembre de 2017. Los datos fueron compilados por Coral Reef Watch, que combina observaciones de los satélites Suomi NPP, MTSAT, Meteosat y GOES y modelos informáticos El punto medio de la escala de color es de 27.8°C, un umbral que los científicos generalmente creen que es lo suficientemente cálido como para alimentar un huracán. La línea amarilla a roja en el mapa representa la trayectoria de Irma del 3 al 6 de septiembre

Las predicciones iniciales para la temporada anticiparon que se desarrollaría un El Niño, disminuyendo la actividad de los ciclones tropicales. Sin embargo, el Niño predicho no se desarrolló, y en su lugar se desarrollaron condiciones de frío neutro, que luego evolucionaron a La Niña, la segunda consecutiva. Esto llevó a los pronosticadores a elevar sus totales pronosticados, y algunos anticiparon posteriormente que la temporada podría ser la más activa desde 2010.
Esto debido al aumento del nivel del mar, se supone que la marejada ciclónica del huracán Irma y otras tormentas causarán mayores inundaciones en las áreas vulnerables. Los datos recopilados por la NASA mostraron que las temperaturas de la superficie del océano en el camino de Irma estaban por encima de 30°C (86 °F), capaces de sostener un huracán de categoría 5. Antes de afectar el territorio continental de los Estados Unidos, El alcalde de Miami, Tomas Regalado, señaló sobre el huracán Irma: "Este es el momento de hablar sobre el cambio climático. Es el momento en que el presidente y la EPA, y quien tome las decisiones, necesita hablar sobre el cambio climático". Un día después, el jefe de la EPA, Scott Pruitt, dijo: "... para discutir la causa y el efecto de estas tormentas, existe el ... lugar (y momento) para hacerlo, no es ahora". Luego de la llegada a tierra de Irma, a Donald Trump se le preguntó acerca de la conexión entre los huracanes y el cambio climático, y declaró que "hemos tenido tormentas más grandes que esto".
Richard Branson, quien se vio directamente afectado por el huracán Irma, señaló: "... los huracanes son el comienzo de lo que está por venir. Mire, el cambio climático es real. El noventa y nueve por ciento de los científicos saben que es real. Todo el mundo sabe que es real, excepto tal vez una persona en la casa blanca ". El secretario general de las Naciones Unidas, António Guterres, citó la devastación causada por los huracanes observados en septiembre: "La catastrófica temporada de huracanes del Atlántico ha empeorado debido al cambio climático. Reducir las emisiones de carbono debe ser claramente parte de nuestra respuesta al desastre. El aumento de la temperatura de la superficie de El océano ha tenido un impacto en los patrones climáticos y debemos hacer todo lo posible para derribarlo.
Associated Press examinó el promedio anual de la Energía Ciclónica Acumulada (ACE), que representa la velocidad del viento y la duración de la tormenta para evaluar la potencia de huracanes de los últimos 30 años y encontró que era 41 por ciento más alto que los 30 años anteriores. James Kossin de NOAA "No hay duda de qué tormentas son más fuertes que hace 30 años". El científico del clima Stefan Rahmstorf, del Instituto Potsdam para la Investigación del Impacto Climático, "la única advertencia es el aumento de tiempo, se exageró en parte debido a que no se contaron las tempestades tempranas". El meteorólogo Philip Klotzbach señaló: está sucediendo con los huracanes es probablemente una combinación de factores como la naturaleza como el hombre, un mish-mosh de todo ". Kerry Emanuel, que estudia los huracanes, dijo a la BBC: "El calentamiento del clima ha aumentado las probabilidades subyacentes de eventos de lluvias muy intensas, como sucedió en Harvey y huracanes de categorías muy altas como Irma. No es sensato decir que cualquiera de las tormentas fue causada por El cambio climático, pero las probabilidades subyacentes están aumentando ".

## Pronósticos
Antes y durante la temporada, varios servicios meteorológicos nacionales y agencias científicas pronostican cuántas tormentas, huracanes y huracanes mayores (categoría 3 o superior en la escala de huracanes de Saffir-Simpson) se formarán durante una temporada y/o cuántos ciclones tropicales afectará a un país en particular. Estas agencias incluyen el Consorcio de Riesgo de Tormenta Tropical (TSR) del University College London, la Administración Nacional Oceánica y Atmosférica (NOAA) y la Universidad Estatal de Colorado (CSU). Los pronósticos incluyen cambios semanales y mensuales en factores significativos que ayudan a determinar la cantidad de tormentas tropicales, huracanes y huracanes mayor en un año en particular. Algunas de estas previsiones también tienen en cuenta lo que sucedió en temporadas anteriores y la disipación del evento El Niño 2014–16. En promedio, una temporada de huracanes del Atlántico entre 1981 y 2010 contenía doce tormentas tropicales, seis huracanes y dos huracanes mayores, con un índice de Energía Ciclónica Acumulada (ACE) de entre 66 y 103 unidades.

### Pronósticos en la pretemporada
El primer pronóstico para el año fue emitido por TSR el 13 de diciembre de 2016. Anticiparon que la temporada sería una temporada cercana a la media, con una predicción de 14 tormentas nombradas, 6 huracanes y 3 huracanes mayores. También predijeron un índice de ACE de alrededor de 101 unidades. El 14 de diciembre, CSU lanzó una discusión cualitativa que detalla cinco escenarios posibles para la temporada, teniendo en cuenta el estado de la oscilación multidecadal atlántica (OMA) y la posibilidad de que El Niño se desarrolle durante la temporada. TSR redujo sus números de pronóstico el 5 de abril de 2017 a 11 tormentas nombradas, 4 huracanes y 2 huracanes mayores, según las tendencias recientes que favorecen el desarrollo de El Niño. Al día siguiente, CSU publicó su predicción, y también pronosticó un total de 11 tormentas nombradas, 4 huracanes y 2 huracanes principales. El 17 de abril de 2017, El Weather Company publicó sus pronósticos y pidió que 2017 sea una temporada cercana a la media, con un total de 12 tormentas nombradas, 6 huracanes y 2 huracanes principales. Al día siguiente, el 18 de abril, la Universidad Estatal de Carolina del Norte publicó su predicción, prediciendo también una temporal, con un total de 11–15 tormentas nombradas, 4–6 huracanes y 1-3 huracanes mayores. El 20 de mayo, The Weather Company emitió un pronóstico actualizado, que aumentó su número a 14 tormentas nombradas, 7 huracanes y 3 huracanes mayores para dar cuenta de la tormenta tropical Arlene, así como la menor probabilidad de que se forme El Niño durante la temporada. El 25 de mayo, la NOAA dio a conocer su predicción, citando una probabilidad del 70% de una temporada superior a la media debido a "un El Niño débil o inexistente", que requiere de 11 a 17 tormentas nombradas, 5 a 9 huracanes y 2 a 4 huracanes mayores. El 26 de mayo, TSR actualizó su predicción en aproximadamente los mismos números que su predicción de diciembre de 2016, con solo un pequeño cambio en la cantidad esperada del índice ACE a 98 unidades.

### Pronósticos en la media temporada
CSU actualizó su pronóstico el 1 de junio para incluir 14 tormentas nombradas, 6 huracanes y 2 huracanes mayores, para incluir la tormenta tropical Arlene. Se basaba en el estado actual de la Oscilación del Atlántico Norte, que mostraba señales de inclinarse hacia una fase negativa, favoreciendo un Atlántico tropical más cálido; y las posibilidades de formación de El Niño fueron significativamente menores. Sin embargo, hicieron hincapié en la incertidumbre de que el El Niño-Oscilación del Sur podría estar en una fase cálida-neutral o condiciones débiles de El Niño en el pico de la temporada. El mismo día, la Met Office del Reino Unido (UKMO) dio a conocer su pronóstico de una temporada muy por encima del promedio. Predijo 13 tormentas nombradas, con un 70% de probabilidad de que el número estaría en el rango entre 10 y 16, y 8 huracanes, con un 70% de probabilidad de que el número estuviera en el rango entre 6 y 10. También predijo un El índice ECA de 145, con un 70% de probabilidad de que el índice esté entre 92 y 198. El 4 de julio de 2017, el TSR publicó su cuarto pronóstico para la temporada, aumentando sus números pronosticados a 17 tormentas nombradas, 7 huracanes y 3 huracanes mayores, debido al hecho de que las condiciones de El Niño ya no se desarrollarían por el pico de la temporada y el calentamiento de las temperaturas de la superficie del mar en toda la cuenca. Además, predijeron un índice de ECA revisado de 116 unidades. Durante el 9 de agosto, NOAA dio a conocer su perspectiva final para la temporada, elevando sus predicciones a 14–19 tormentas nombradas, aunque reteniendo 5–9 huracanes y 2–5 huracanes mayores. También declararon que la temporada tenía el potencial de ser extremadamente activa, posiblemente la más activa desde 2010.

## Resumen de la temporada
| Rank      | Año  | Unidad (ACE) |
| --------- | ---- | ------------ |
| 1         | 1933 | 258.6        |
| 2         | 2005 | 245.3        |
| 3         | 1893 | 231.1        |
| 4         | 1926 | 229.6        |
| 5         | 1995 | 227.1        |
| 6         | 2004 | 226.9        |
| 7         | 2017 | 224.9        |
| 8         | 1950 | 211.3        |
| 9         | 1961 | 188.9        |
| 10        | 1998 | 181.8        |
| (fuentes) |      |              |

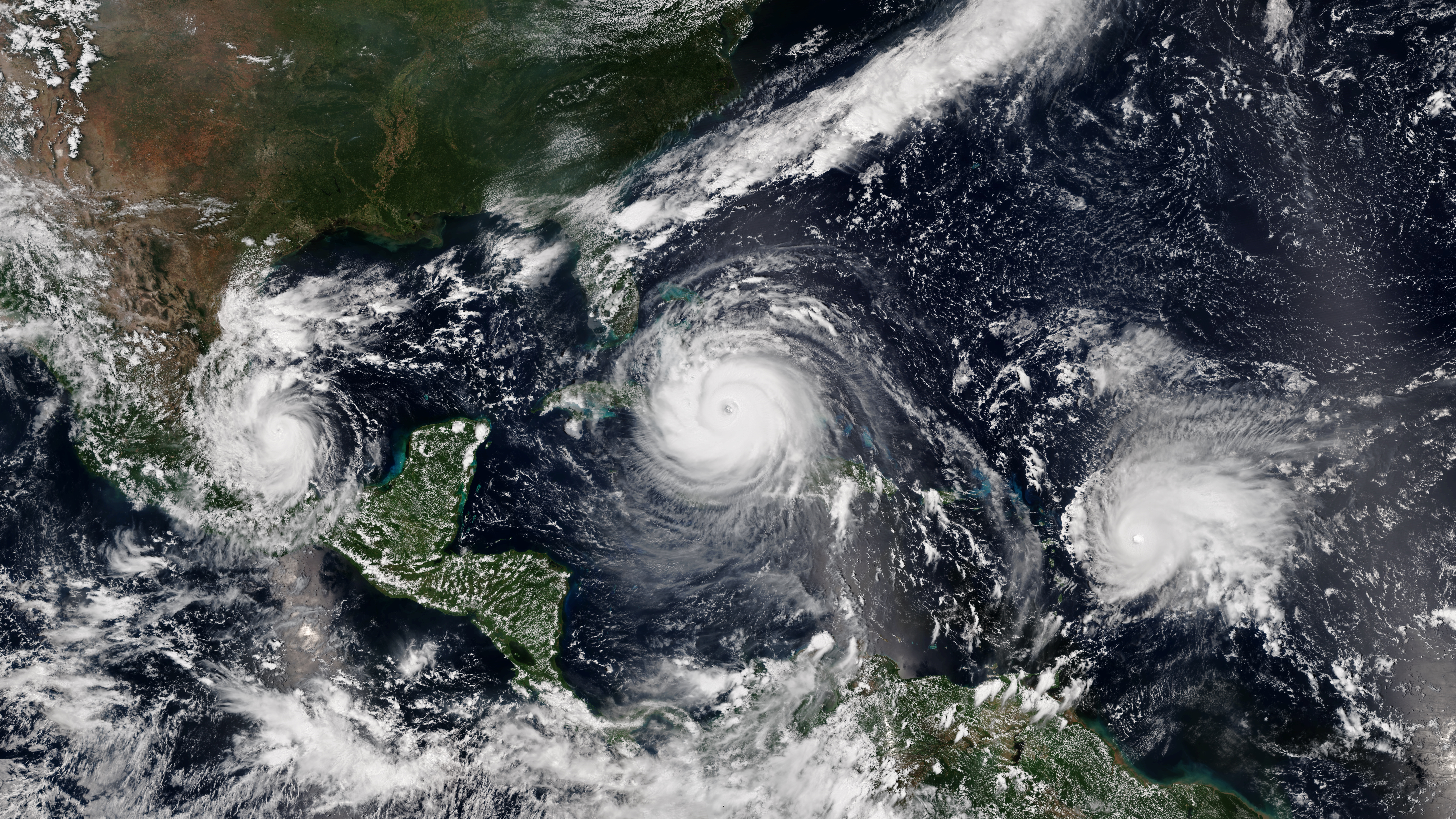
Tres huracanes simultáneos activos el 8 de septiembre de 2017, con Katia (izquierda), Irma (centro) y José (derecha), el primer incidente de este tipo desde 2010. Los tres amenazaban la tierra en ese momento.

La temporada de huracanes del Atlántico comenzó oficialmente el 1 de junio de 2017. Entre las más ocupadas de la historia, la temporada produjo dieciocho depresiones tropicales, todas menos una de las cuales se intensificaron aún más en tormentas tropicales. Se produjeron diez huracanes seguidos, el mayor número de huracanes consecutivos desde el inicio de la era de los satélites en 1966. Seis de los diez huracanes se fortalecieron aún más en huracanes mayores. A diferencia del patrón de años anteriores, que actuó para conducir muchos ciclones tropicales de manera inofensiva hacia el Atlántico abierto, la temporada presentó un patrón propicio para los desembarcos; de hecho, la temporada culminó en 23 desembarcos separados de las tormentas nombradas del Atlántico. Se registraron más de tres mil muertes, mientras que el daño total alcanzó los $250 mil millones, consolidando la temporada como la más costosa en la historia registrada y haciendo la temporada más mortífera desde 2005.
La temporada hiperactiva llegó a buen término a través de una multitud de factores diferentes. Las proyecciones de pretemporada señalaron la posibilidad de que un evento de El Niño débil a moderado evolucione durante el verano y el otoño sobre la base de la guía del modelo estadístico; se comprobó que estos pronósticos estaban sobre amplificados como resultado de un fenómeno conocido como la barrera de la previsibilidad del resorte. En cambio, las temperaturas del Océano Pacífico ecuatorial comenzaron a enfriarse durante todo el verano, alcanzando el umbral de La Niña en noviembre y reduciendo los efectos negativos sobre la actividad de huracanes del Atlántico originalmente prevista. Además, las temperaturas del Océano Atlántico tropical, que antes estaban por debajo del promedio en los meses anteriores al inicio de la temporada, experimentaron un rápido calentamiento a fines de mayo, lo que generó presiones más bajas en el nivel del mar, vientos alisios más débiles, aumento de la humedad en el nivel medio y un clima más amplio. Ambiente propicio para actividades por encima de la media.
El primer ciclón tropical de la temporada, Arlene, se desarrolló el 19 de abril y se convirtió en la segunda tormenta tropical registrada durante el mes. La actividad por encima del promedio continuó a lo largo de junio y julio con las formaciones de tormentas tropicales Bret, Cindy, Don, Emily y una depresión tropical que no fue asignada por un nombre; sin embargo, la mayoría de estas tormentas fueron débiles y de corta duración. Agosto produjo cuatro tormentas, Franklin, Gert, Harvey e Irma, todas las cuales se intensificaron en huracanes. Harvey alcanzó el estatus de Categoría 4 antes de llegar a la costa de Texas, terminando la racha récord de 4,323 días sin un huracán importante en los Estados Unidos; con un estimado de daños de hasta $125 mil millones, Harvey está vinculado con el huracán Katrina como el desastre natural más costoso registrado en los Estados Unidos. El huracán Irma alcanzó vientos máximos de 180 mph (285 km/h), lo que lo convierte en el huracán más fuerte fuera del Golfo de México y el Mar Caribe. Irma devastó las islas de Sotavento del norte y produjo un rastro de destrucción a través de las Antillas Mayores y el sureste de los Estados Unidos.
Septiembre contó con la actividad copiosa, con cuatro huracanes forman: José, Katia, Lee, y María, La final de la cual se convirtió en el décimo huracán más intenso del Atlántico registrado. Como Irma también persistió en septiembre y alcanzó la intensidad de categoría 5, ella y María marcaron la primera instancia registrada de dos huracanes de categoría 5 que ocurrieron en el mismo mes. María causó una gran crisis humanitaria en Puerto Rico, lo que resultó en daños por casi $100 mil millones y una cifra de muertos que superó los 3,000. Octubre presentó los huracanes Nate y Ophelia, así como la tormenta tropical Philippe; Ophelia se convirtió en el mayor huracán del este registrado del Atlántico. La actividad concluyó con la formación de la tormenta tropical Rina a principios de noviembre, aunque la temporada no terminó oficialmente hasta el 30 de noviembre.
La actividad estacional se reflejó con un índice de Energía Ciclónica Acumulada de 224.8775 unidades, El séptimo valor más alto registrado del Atlántico. ECA es, en términos generales, una medida del poder de un huracán multiplicado por el tiempo que existió; por lo tanto, las tormentas duraderas y los sistemas particularmente fuertes dan como resultado altos niveles de la ECA. La medida se calcula según los avisos completos para ciclones con intensidad de tormenta tropical: tormentas con vientos que superan las 39 mph (63 km/h). A pesar de un número de tormentas por encima del promedio para el inicio de la temporada, muchas fueron débiles y de corta duración, lo que resultó en el valor de ECA más bajo para las primeras cinco tormentas nombradas registradas en la temporada. Sin embargo, el huracán Irma en agosto produjo el tercer valor más alto registrado, 64.9 unidades. En última instancia, la temporada presentó tres tormentas que produjeron un valor por encima de 40 unidades, la primera ocurrencia registrada. Septiembre de 2017 presentó más que cualquier mes en la historia registrada del Atlántico (superando con el mes de septiembre de 2004), y solo el 8 de septiembre produjo más que cualquier otro día registrado. En general, el valor de septiembre representó la actividad aproximadamente tres veces y media más activa que el promedio de 1981 a 2010 para el mes.

## Ciclones tropicales

### Tormenta tropical Arlene
Un potente ciclón extratropical se formó al este de las Bermudas el 16 de abril. El ciclón se movió hacia el sureste, desconectándose del ambiente circundante y perdiendo gradualmente sus características frontales. La convección profunda se formó en bandas al norte y al este del centro a las 00:00 UTC, y gradualmente el 19 de abril, lo que llevó a la formación de una depresión subtropical. A pesar de un entorno desfavorable, con temperaturas del océano cercanas a 20 °C (68 °F) y cizalladura moderada del viento, la convección se unió cerca del centro y permitió que la depresión subtropical se volviera completamente tropical a las 00:00 UTC del 20 de abril. Se intensificó en tormenta tropical Arlene seis horas después. Después de alcanzar vientos máximos de 50 mph (85 km/h), la tormenta comenzó a girar en sentido antihorario alrededor de una baja extratropical más grande. La tormenta se introdujo en el sector frío del ciclón, lo que provocó que Arlene perdiera características tropicales alrededor de las 12:00 UTC del 21 de abril. El ciclón post-tropical se movió hacia el sur y el este, antes de disiparse bien al oeste-suroeste de las Azores el 22 de abril.
Tras su formación como depresión subtropical el 19 de abril, Arlene fue el sexto ciclón subtropical o tropical conocido que se formó en el mes de abril en la cuenca del Atlántico; los otros casos fueron Ana en 2003, una tormenta subtropical en abril de 1992 y tres depresiones tropicales en 1912, 1915 y 1973, respectivamente. Cuando Arlene se convirtió en una tormenta tropical el 20 de abril, esto marcó solo el segundo incidente de este tipo registrado, después de Ana en 2003. Además, tuvo la presión central más baja de todas las tormentas del Atlántico registradas en el mes de abril, con una presión central de 990 mbar (hPa; 29.23 inHg), nuevamente sobrepasando a Ana. Además, sin relación con Arlene, la tormenta tropical Adrian en la cuenca del Pacífico oriental también se formó antes de que comenzara oficialmente la temporada de huracanes correspondiente, siendo la tormenta nombrada más temprana en el Pacífico Oriental propiamente dicha. Esto hace el segundo año consecutivo después del año pasado, donde las primeras tormentas en ambas cuencas fueron tormentas de pretemporada.

### Tormenta tropical Bret
Una onda tropical emergió en el Atlántico desde la costa oeste de África en una latitud baja el 13 de junio. Aunque la ola estuvo inicialmente acompañada por una gran área de lluvias y tormentas eléctricas, la convección disminuyó más tarde al día siguiente. El Centro Nacional de Huracanes (NHC, por sus siglas en inglés) comenzó a analizar el sistema en sus Previsiones de clima tropical (TWO), mientras que la ola se ubicó al sur de Cabo Verde el 14 de junio, aunque se esperaba que cualquier organización fuera lenta, ya que el sistema avanzaba hacia el oeste. La convección profunda estalló esporádicamente a medida que la ola se movía hacia el oeste bajo la influencia de una cresta de nivel medio situada al norte durante los próximos días. El 16 de junio, la nubosidad asociada con la característica comenzó a mostrar signos de organización. Los datos de ASCAT alrededor de las 12:00 UTC del 18 de junio indicaron que se desarrolló una amplia área de baja presión, pero que no tenía una circulación bien definida. Se observó una gran área de vientos de 29 a 35 mph (47 a 56 km/h) justo al norte de la baja máxima. A las 21:00 UTC, el Centro Nacional de Huracanes emitió su primer aviso sobre un potencial ciclón tropical. A pesar de los vientos de la tormenta tropical, no fue concluyente si el sistema poseía una circulación cerrada de bajo nivel.
La convección continuó aumentando el 19 de junio, y alrededor de las 18:00 UTC, un avión de reconocimiento que investigaba el bajo encontró un centro bien definido. Como resultado, el punto bajo se convirtió en tormenta tropical Bret en este momento, mientras que se encontraba a unos 185 mi (300 km) al este-sureste de Trinidad. El Centro Nacional de Huracanes comenzó avisos sobre Bret tres horas más tarde. Tras su formación, Bret se convirtió en la tormenta nombrada más antigua en la región de desarrollo principal de la cuenca del Atlántico, superando un récord de la tormenta tropical Ana de 1979. También al desarrollarse, el ciclón alcanzó su presión barométrica mínima de 1,007 mbar (29.7 inHg). Bret avanzó rápidamente hacia el oeste hacia Trinidad y Tobago a velocidades de casi 30 mph (48 km/h), un ritmo inusualmente rápido para un ciclón tropical, especialmente en una latitud tan baja. No se esperaba que la tormenta se intensificara significativamente o durara mucho debido al aumento de la cizalladura vertical del viento y la interacción de la tierra con Venezuela. A principios del 20 de junio, se formó una pequeña cubierta densa central cerca del centro de Bret mientras mejoraba la presentación satelital. A las 02:00 UTC, el sistema tocó tierra en el suroeste de Trinidad con vientos de 50 mph (85 km/h), la velocidad máxima del viento sostenida por la tormenta. Después de cruzar la isla, Bret emergió en el Golfo de Paria, antes de tocar tierra en la península de Paria en Venezuela a las 09:00 UTC del 20 de junio con la misma intensidad. Los efectos del ambiente hostil al que estaba ingresando el ciclón pronto comenzaron a pasar factura en el sistema, con el patrón de nubes del sistema alargándose. A las 12:00 UTC, Bret ya no era un ciclón tropical ya que la circulación se había disipado. Operacionalmente, el Centro Nacional de Huracanes continuó avisando hasta las 21:00 UTC, con el sistema ubicado cerca de Bonaire. No se esperaba la regeneración, pero después de cruzar Centroamérica y entrar en el Pacífico oriental, los remanentes de Bret contribuyeron al desarrollo del huracán Dora el 26 de junio.
A partir de la temporada de 2017, el Centro Nacional de Huracanes cambió su política para permitir que se emitan alertas y advertencias de tormentas tropicales para las perturbaciones tropicales que aún no satisfacen la definición de ciclón tropical, pero que se espera que lo hagan en poco tiempo mientras representan la amenaza de una tormenta tropical. -vientos de fuerza a las masas de tierra. Así, el 18 de junio, aunque la vigorosa ola tropical, la precursora de Bret, no cumplió con los estándares formales de clasificación, el Centro Nacional de Huracanes comenzó a emitir avisos sobre lo que se consideraba un posible ciclón tropical. Bret dejó aproximadamente $ 3 millones (2017 USD) en daños y dos muertes, con ambos en Trinidad y Tobago.

### Tormenta tropical Cindy
En la segunda semana de junio, un gran giro ciclónico se desarrolló en el Mar Caribe occidental durante una fase positiva de la oscilación de Madden y Julian. La convección se vio favorecida por dos ondas tropicales: la primera emergió hacia el Océano Atlántico desde la costa oeste de África el 4 de junio y alcanzó el giro entre 14 y 15 de junio. Tan pronto como el 13 de junio, el Centro Nacional de Huracanes (NHC) anticipó que se desarrollaría un área amplia de baja presión en el Mar Caribe noroccidental, que tenía el potencial de ciclogénesis tropical. La segunda onda tropical comenzó a interactuar con el giro el 17 de junio. dando como resultado el desarrollo de un área amplia de baja presión más tarde ese día. El sistema se movió de noroeste a noroeste sobre la península oriental de Yucatán el 18 de junio, acompañado por vientos con fuerza de vendaval en su periferia oriental, pero sin una circulación bien definida. Al día siguiente, los bajos se mudaron al Golfo de México con una gran área de convección desorganizada. A las 21:00 UTC del 19 de junio, el Centro Nacional de Huracanes comenzó a emitir avisos sobre el posible ciclón tropical tres, debido a la amenaza del sistema a lo largo de la costa del golfo de Estados Unidos. En ese momento, el sistema tenía múltiples circulaciones y ningún centro distinto. A principios del 20 de junio, los cazadores de huracanes observaron que varios centros convergían en una sola circulación a unos 325 mi (525 km) al sur de Luisiana. El sistema se trasladó al noroeste y al noroeste alrededor de una gran cresta sobre el sureste de los Estados Unidos.. Con estas observaciones, la perturbación fue designada como tormenta tropical Cindy, que se desarrolló a las 18:00 UTC del 20 de junio a unas 240 millas (390 km) al sur-suroeste de la desembocadura del río Misisipi, según la mayor organización del centro.
Cindy tuvo sus vientos más fuertes al noreste y al noroeste del centro en el área primaria de convección. Las tormentas eléctricas estaban muy al norte de la circulación debido a la fuerte cizalladura del viento y el aire seco de nivel medio. A comienzos del 21 de junio, a pesar de la aparición irregular del satélite, las observaciones de los cazadores de huracanes y los barcos indicaron que la tormenta se intensificó para alcanzar vientos máximos sostenidos de 60 mph (95 km/h) a las 00:00 UTC. La amplia estructura de Cindy y las condiciones relativamente desfavorables evitaron un mayor fortalecimiento. Alrededor de ese tiempo, el ciclón comenzó a moverse de norte a noroeste. A las 09:00 UTC del 21 de junio, el Centro Nacional de Huracanes observó que Cindy "no parece un ciclón tropical" y se parece más a un ciclón subtropical, con una gran circulación y la mayor parte de la convección desplazada hacia el este. La presión tocó fondo alrededor de 991 milibares (29.3 inHg) a principios del 22 de junio, a pesar de su apariencia atípica en el satélite; lo único que lo mantenía con características tropicales era una ráfaga de convección que se produjo cerca del centro que envolvía el cuadrante suroeste de la tormenta. Alrededor de las 07:00 UTC de ese día, Cindy tocó tierra en el extremo suroeste de Luisiana, al este de Sabine Pass, con vientos de 50 mph (85 km/h), lo que convirtió a Cindy en la primera tormenta nombrada que golpeó al estado desde el huracán Isaac en 2012. Un rápido debilitamiento se produjo una vez que se movió tierra adentro, y se debilitó a una depresión poco después. A las 21:00 UTC, el Centro Nacional de Huracanes emitió su último aviso sobre Cindy y anunció que el Centro de Predicción del Clima (WPC) emitirá más avisos. Cindy continuó perdiendo sus características tropicales a medida que se debilitaba gradualmente hacia el interior, y se trasladó a un remanente bajo sobre Kentucky occidental a las 18:00 UTC del 23 de junio. El remanente se movió de este a noreste a través de la región de los Apalaches y se disipó sobre los estados del Atlántico Medio al día siguiente.
Al llegar a tierra en Luisiana, la tormenta generó un pico de tormenta de 4,1 pies (1,2 m) y mareas de hasta 6,38 pies (1,94 m) por encima de lo normal en Vermilion Parish. Sin embargo, las inundaciones costeras consistieron principalmente en inundaciones de carreteras, mientras que se produjo cierta erosión en las playas. Debido a la naturaleza débil de Cindy, solo unos pocos lugares observaron vientos sostenidos de fuerza de tormenta tropical. En consecuencia, el daño del viento fue generalmente menor. Debido a que el ciclón tenía una estructura asimétrica, se observaron fuertes lluvias en el sureste de Misisipi, el suroeste de Alabama y el lejano oeste de Florida Panhandle, mientras que las menores cantidades de precipitación cayeron sobre Luisiana y Texas. La tormenta y sus restos generaron 18 tornados en todo el este de los Estados Unidos, lo que causó daños por más de $ 1.1 millones (2017 USD). En general, los daños de Cindy totalizaron menos de $ 25 millones. Se atribuyeron dos muertes al ciclón, una directa y otra indirecta.

### Depresión tropical Cuatro
A principios del 29 de junio, el Centro Nacional de Huracanes comenzó a rastrear una onda tropical incrustada dentro de una gran envoltura de humedad profunda en la costa de África occidental. La ola emergió hacia el Atlántico el 1 de julio. La perturbación se introdujo como un posible contendiente para la formación de ciclones tropicales dos días después, ya que se esperaba que las condiciones ambientales favorecieran la organización lenta. Comenzó a mostrar signos de organización del Atlántico central a principios del 3 de julio, pero las posibilidades de desarrollo comenzaron a disminuir dos días después, a medida que el sistema avanzaba hacia un entorno más estable. Habiendo adquirido ya una circulación bien definida, la formación de una masa persistente de convección profunda dio como resultado el desarrollo de la depresión tropical Cuatro a las 18:00 UTC del 5 de julio, mientras se encontraba a unas 1,545 millas (2,485 km) al este de las Antillas Menores. La depresión luchó por intensificarse debido a un ambiente seco causado por una capa de aire del Sahara hacia el este, lo que provocó que la circulación de bajo nivel se debilitara. Después de que gran parte de la convección disminuyera, la depresión degeneró en una onda tropical a fines del 7 de julio.

### Tormenta tropical Don
A fines del 15 de julio, el Centro Nacional de Huracanes destacó que un canal de baja presión sobre el Atlántico central tiene el potencial de convertirse en un ciclón tropical en los próximos días. El disturbio comenzó a mostrar signos de organización a principios del 17 de julio. y una depresión tropical se formó a las 06:00 UTC de ese día. El sistema continuó intensificándose y se convirtió en tormenta tropical Don solo seis horas después. La apariencia general de la tormenta mejoró durante las siguientes horas hasta alrededor de las 00:00 UTC, ya que se hizo pronunciada una densa central, acompañada de importantes grupos de rayos. Don alcanzó su intensidad máxima en este momento, caracterizado por vientos de aproximadamente 50 mph (85 km/h), según lo medido por un avión de reconocimiento. Sin embargo, el siguiente avión para investigar el ciclón unas horas más tarde, descubrió que el centro del sistema se había vuelto menos definido y que la velocidad sostenida del viento había disminuido a aproximadamente 40 mph (65 km/h). Una combinación de datos de reconocimiento y observaciones de superficie de las Islas de Barlovento indicaron que Don se abrió en una onda tropical alrededor de las 12:00 UTC del 18 de julio, cuando ingresó al Mar del Caribe oriental.

### Tormenta tropical Emily
El 30 de julio de 2017, el Centro Nacional de Huracanes (NHC) comenzó a monitorear un área de baja presión que se esperaba que se desarrollara a lo largo de un frente frío en la costa de Luisiana para el posible desarrollo de ciclones tropicales. Debido a la proximidad de la baja a la tierra y solo a los vientos de nivel superior ligeramente favorables, se esperaba que el desarrollo fuera lento. Inesperadamente, se produjo un período de rápida organización durante las siguientes horas, y la baja se convirtió en una depresión tropical a las 18:00 UTC del 30 de julio. Aunque el Centro Nacional de Huracanes no pronosticó que la depresión se fortalecería más, en cambio se convirtió rápidamente en la tormenta tropical Emily Apenas cuatro horas después de la formación. A pesar de que las condiciones ambientales eran solo ligeramente favorables para el desarrollo, Emily continuó fortaleciéndose a medida que avanzaba hacia el este a través del Golfo de México. A las 14:45 UTC, Emily tocó tierra cerca de Longboat Key, Florida, en su máxima intensidad. Operacionalmente, se evaluó que Emily alcanzó su punto máximo con vientos sostenidos máximos de 45 mph (75 km/h) y una presión mínima de 1005 mbar (hPa, 29.68 inHg). En el análisis posterior a la temporada, se determinó que alcanzó un pico con vientos de 60 mph (95 km/h) y una presión mínima de 1001 mbar (hPa, 29.56 inHg). Poco después de tocar tierra, Emily se debilitó rápidamente en una depresión tropical y su estructura se degradó significativamente. El pequeño sistema desorganizado giró al noreste y emergió en el Océano Atlántico a principios del 1 de agosto; Su centro se había expuesto por completo en ese momento. A pesar de las ráfagas periódicas de convección profunda cerca de su centro, Emily no pudo reafirmarse. A las 00:00 UTC del 2 de agosto, Emily ya no poseía un núcleo cálido, y fue declarado ciclón post-tropical. Poco después, los restos de Emily se disiparon en el sureste de los Estados Unidos.
Las fuertes lluvias producidas por Emily causaron inundaciones generalizadas en el suroeste de Florida, causando cierres de carreteras y daños por agua en viviendas y edificios. Un tornado EF0 generado por la tormenta destruyó dos graneros y numerosos invernaderos, además de provocar el colapso de un muro diseñado. Los daños totales se estiman en $ 10 millones (USD).

### Huracán Franklin
El 3 de agosto, el Centro Nacional de Huracanes (NHC, por sus siglas en inglés) comenzó a monitorear una onda tropical que estaba ubicada en el sureste del mar Caribe. Un cambio relativamente pequeño en su trayectoria ocurrió en los siguientes dos o tres días a medida que se desplazaba hacia el oeste a una velocidad de 16 a 24 km/h, aunque los modelos globales siguieron indicando que podría desarrollarse más una vez  llegase a la bahía de Campeche. A primeras horas del 5 de agosto, la convección asociada con la onda aumentó la organización de señalización. Esto condujo al desarrollo de una amplia zona de baja presión el 6 de agosto a 240 km al este de Honduras, lo que llevó a la designación del potencial ciclón tropical siete a las 21:00 UTC de ese día. Una boya en el oeste del Caribe, cerca de la perturbación, informó de vientos sostenidos de fuerza de vendaval, y combinada con imágenes satelitales que indican que la circulación se había definido mejor, indicó que la perturbación se convirtió en la tormenta tropical Franklin a las 03:00 UTC del 7 de agosto. Situado en un ambiente relativamente favorable, con el único factor inhibitorio de proximidad a la tierra, Franklin se fortaleció a una intensidad máxima inicial de 95 km/h el 7 de agosto antes de moverse a tierra cerca de Pulticub, en México, a las 03:00 UTC el 8 de agosto.
El ciclón se debilitó considerablemente mientras permaneció en la península de Yucatán. Más tarde ese día, Franklin emergió en la bahía de Campeche y de inmediato comenzó a fortalecerse de nuevo, convirtiéndose en un huracán a las 21:00 UTC del 9 de agosto. Alcanzó su  máxima intensidad a las 00:00 UTC del 10 de agosto con vientos de 140 km/h y una presión de 981 hPa, poco antes de tocar tierra en Lechuguillas, México, cinco horas después. Este fue el primer huracán en golpear la región de Veracruz desde Karl en 2010. El ciclón se debilitó rápidamente en el terreno montañoso de México y se disipó poco después.

### Huracán Gert
El 2 de agosto, el Centro Nacional de Huracanes (NHC) comenzó a rastrear una onda tropical en África occidental. La ola emergió sobre el Océano Atlántico el 3 de agosto, acompañada por un área de baja presión superficial débil. Al moverse rápidamente hacia el oeste, al sur de Cabo Verde, en un ambiente generalmente favorable caracterizado por altas temperaturas de la superficie del mar (TSM) y baja cizalladura vertical del viento, la ola mostró algunos signos de desarrollo, y se le dio una alta probabilidad de consolidarse en una depresión tropical durante las próximas cinco días por el Centro Nacional de Huracanes. Sin embargo, para el 5 de agosto, el movimiento veloz del sistema lo llevó a condiciones menos favorables, lo que provocó que la mayoría de las lluvias y tormentas eléctricas asociadas a la ola se disiparan. La ola siguió avanzando hacia el oeste durante los próximos días, y finalmente se dividió en dos sistemas: el del norte es el precursor de Gert y la parte sur que más tarde generó el huracán Kenneth en el Pacífico oriental.
Posteriormente, el precursor de Gert se movió de oeste a noroeste, pasando al norte de Puerto Rico el 11 de agosto. A medida que lo hacía, las bandas convectivas asociadas con el sistema comenzaron a curvarse y concentrarse hacia el centro del sistema, evidenciando una organización creciente. El 12 de agosto se desarrolló una superficie de baja presión y se formó una depresión tropical a las 18:00 UTC de ese mismo día, a 425 km al noreste de las Islas de Turcos y Caicos. La depresión se organizó aún más para convertirse en una tormenta tropical a las 00:00 UTC del 13 de agosto, con vientos máximos sostenidos de 40 mph (65 km/h), y recibió el nombre de Gert. Aunque las condiciones generalmente favorecieron una mayor intensificación, con SST altas y cizalladura del viento bajo, el aire seco de nivel medio interrumpió la convección central de Gert, lo que hizo que la intensidad de Gert se mantuviera estable durante las siguientes 18 horas. Sin embargo, para el 14 de agosto, la circulación de Gert había mezclado el aire seco, preparando la tormenta para un mayor fortalecimiento. En ese momento, Gert se movía de norte a noroeste hacia el norte a través de una brecha en la cresta subtropical.
A partir del 14 de agosto, Gert se fortaleció notablemente, desarrollando una convección profunda y persistente y una cubierta densa central. A las 06:00 UTC del 15 de agosto, Gert se convirtió en el segundo huracán de la temporada de huracanes del Atlántico de 2017, ya que los vientos sostenidos aumentaron a 75 mph (120 km/h). Mientras que un canal de latitud media que se aproximaba comenzó a acelerar Gert hacia el noreste, Gert continuó intensificándose, desarrollando un ojo de solo 10 millas náuticas (12 mi; 19 km) de ancho. A las 18:00 UTC del 16 de agosto, Gert alcanzó su intensidad máxima con vientos de 110 mph (175 km/h) y una presión central mínima de 962 mbar (hPa; 28.41 inHg), clasificada como categoría 2 en la escala de huracanes de Saffir-Simpson. Corriendo hacia el este-noreste, Gert pronto pasó más allá del muro norte de la Corriente del Golfo, marcando una disminución significativa en las TSM. Compuesto por el aumento de la cizalladura vertical del viento y el aire más seco, Gert comenzó a debilitarse y su patrón de nubes se deterioró rápidamente; el sistema se degradó a una tormenta tropical a las 12:00 UTC del 17 de agosto. Seis horas más tarde, Gert realizó la transición a un ciclón extratropical 335 millas (535 km) al sureste de St. John's, Terranova. El debilitamiento del ciclón continuó hacia el noreste sobre el océano Atlántico abierto, antes de disiparse a las 00:00 UTC del 19 de agosto. La energía remanente y la humedad del sistema se fusionaron con otro ciclón extratropical al noroeste, que luego afectó a Irlanda y el Reino Unido.
Durante su vida, Gert trajo oleaje pesado, oleaje fuerte y corrientes de resaca a la costa este de los Estados Unidos y al Atlántico canadiense. Dos muertes ocurrieron cuando dos nadadores se ahogaron en medio de fuertes olas. El sistema extratropical que se fusionó con los restos de Gert continuó trayendo fuertes vientos y lluvias a Irlanda y partes del Reino Unido. 

### Huracán Harvey
El 13 de agosto, el Centro Nacional de Huracanes (NHC) comenzó a supervisar una onda tropical en la costa occidental de África. En medio de condiciones ambientales favorables, se esperaba que la onda se fusionara con una amplia zona de baja presión al suroeste de Cabo Verde y se organizara gradualmente a partir de entonces. En cambio, las dos perturbaciones permanecieron separadas y un amplio canal de baja presión continuó hacia el oeste. El 17 de agosto, la lluvia y las tormentas en asociación con el disturbio comenzaron a mostrar signos de organización, mientras que el satélite de alta resolución mostró una circulación de bajo nivel cada vez más definida, tras lo cual el Centro Nacional de Huracanes inició avisos sobre un potencial ciclón tropical, permitiendo que se convirtiera en una tormenta tropical y las advertencias sean izada para porciones de las Antillas Menores. Un avión de cazahuracanes que se desplegó a la perturbación más tarde esa tarde encontró un centro algo definido y los vientos de la tormenta tropical, lo que actualizó al Centro Nacional de Huracanes que la tormenta llevó el nombre de Harvey.
Después de la designación, el ciclón se movió rápidamente hacia el oeste en el mar Caribe bajo la influencia de una expansiva de alta presión hacia el norte. Un ambiente de cizalladura moderada del viento complicó el pronóstico de intensidad de la tormenta, con pronóstico global sugiriendo disipación en el Caribe central, mientras que los estadísticos, sugirieron el potencial de Harvey para estar cerca de la potencia de un huracán en días posteriores. Al día siguiente, la tormenta cambió poco en estructura, permaneciendo mal organizada con su centro de bajo nivel en el borde oriental de la convección profunda asociada. La presentación de Harvey comenzó a deteriorarse temprano el 19 de agosto; Su convectivo se alargó mientras que la circulación se hizo menos definida. De hecho, un avión de cazahuracanes no pudo encontrar una circulacióncerrada en 850 mb (4,781 pies), aunque localizó uno en niveles más bajos. Harvey fue degradado a una depresión tropical a las 21:00 UTC del 19 de agosto. El 20 de agosto, el Centro Nacional de Huracanes comenzó a monitorear los restos de Harvey para su regeneración. Aunque se esperaba que los efectos de fuertes vientos de alto nivel y aire seco limitaran el desarrollo en el corto plazo, se esperaba que las condiciones fueran más propicias cuando la perturbación entrara en el noroeste del mar Caribe y especialmente en la bahía de Campeche. A pesar de un aumento en la organización convectiva, la perturbación todavía carecía de un centro definido al acercarse a la península de Yucatán. Mientras atravesaban el interior, las imágenes satelitales y las observaciones superficiales indicaban que la circulación se definía algo en regenerarse. Un avión de cazahuracanes investigaron los restos de Harvey alrededor de las 15:00 UTC del 23 de agosto indicó que una vez más adquirió un centro definido, y el Centro Nacional de Huracanes actualizó como que Harvey se regenera como una depresión tropical en consecuencia.
El sistema comenzó a desarrollarse lentamente en medio de un ambiente cada vez más favorable, alcanzando la intensidad de tormenta tropical a las 06:00 UTC del 24 de agosto. Más tarde, Harvey comenzó a intensificar rápidamente un ojo y su presión barométrica cayó rápidamente con la estimación de 986 mbar (hPa 29.11 inHg). A las 17:00 UTC, la tormenta se convierte como el tercer huracán de la temporada. Un ligero de arrastre de aire seco retardó el proceso de intensificación, sin embargo al día siguiente Harvey fue capaz de fortalecerse rápidamente en un huracán mayor a las 19:00 UTC. La noche del 25 de agosto, Harvey llegó rápidamente como un huracán categoría 4 y amenaza con tocar a tierra al oeste de Texas. Alrededor de las 03:00 UTC del 26 de agosto, el huracán llegó a su máxima intensidad en la isla de San José, al este de Rockport, con vientos de 130 mph (215 km/h) y una presión atmosférica de 937 mbar (27.7 inHg). Tuvo un segundo aterrizaje en el continente de Texas, en Rockport, tres horas más tarde en un estado ligeramente debilitado. Harvey se convirtió en el primer gran huracán en tocar tierra en los Estados Unidos desde Wilma en 2005. Después de golpear a tierra, Harvey se debilitó rápidamente a medida que su velocidad se redujo drásticamente a un arrastre, y Harvey se debilitó a una tormenta tropical el 26 de agosto. Durante aproximadamente dos días la tormenta se estancó tierra adentro, cayendo lluvias muy fuertes y causando inundaciones repentinas generalizadas. El centro de Harvey se desvió hacia el sureste, y finalmente reapareció en el Golfo de México el 28 de agosto. Una vez en alta mar, el sistema mal organizado luchó contra la fuerte cizalladura del viento. La convección profunda persistió al norte del centro del ciclón cerca del área metropolitana de Houston a lo largo de un frente estacionario, lo que resultó en varios días de lluvias sin precedentes. A principios del 30 de agosto, el antiguo huracán alcanzó su quinto y último aterrizaje justo al oeste de Cameron, Luisiana, con vientos de 45 mph (75 km/h). La convección asociada con Harvey se enfocó al norte del centro y a lo largo de un frente cálido el 1 de septiembre a medida que avanzaba hacia el interior, lo que indica que el sistema pasó a un ciclón post-tropical a las 06:00 UTC de ese día. Los remanentes continuaron hacia el noreste, antes de ser absorbidos por otro sistema extratropical el 3 de septiembre
Harvey causó al menos 107 muertes confirmadas: 1 en Guyana y 106 en los Estados Unidos. El daño total causado por el huracán se estima en $125 mil millones (2017 USD), lo que lo convierte en uno de los desastres naturales más costosos de los Estados Unidos, comparable con el huracán Katrina en 2005.

### Huracán Irma
El Centro Nacional de Huracanes comenzó a monitorear una onda tropical en el oeste de África el 26 de agosto. Esta onda se movió fuera de la costa del continente el 27 de agosto. Durante los siguientes dos días, las lluvias y tormentas eléctricas asociadas con la ola se organizaron mejor y gradualmente se fusionaron en un área de baja presión, ya que el sistema pasó justo al sur y luego a través del Cabo Verde el 29 de agosto, con el Centro Nacional de Huracanes declarando que cualquier organización significativa de la perturbación resultaría en la clasificación de una depresión tropical. La organización posterior en las próximas 24 horas más o menos condujo a la clasificación de la perturbación como la tormenta tropical que lleva el nombre de Irma, a las 15:00 UTC del 30 de agosto, con base en los datos del dispersómetro y las estimaciones satelitales. Con temperaturas cálidas en la superficie del mar y poca cizalladura del viento, se anticipó el fortalecimiento, con el único inconveniente de aguas ligeramente más frías y aire más seco.
La tormenta comenzó a desarrollar flujo de entrada hacia los niveles superiores cuando se estableció un anticiclón sobre el sistema, y las características de anillado se hicieron cada vez más evidentes en las imágenes de satélite. Temprano el 31 de agosto, poco después del desarrollo de un nublado central denso y una función ocular, Irma se intensificó rápidamente a partir de las 09:00 UTC del 31 de agosto, con vientos que subieron de 110 km/h a 115 mph (185 km/h) en solo 12 horas. El 2 de septiembre, un barco pasó 60 millas (90 km) al oeste del centro de Irma, registrando vientos máximos de 45 mph (70 km/h), lo que indica que el ojo de Irma se mantuvo compacto. Una cresta subtropical de refuerzo sobre el Atlántico Norte central empujó a Irma de una dirección occidental a sudoeste el 2 y 3 de septiembre. La primera misión de cazadores de huracanes partió de Barbados en la tarde del 3 de septiembre, descubriendo un ojo de 29 millas (47 km) de diámetro y vientos en la superficie de 115 mph (185 km/h).
El 4 de septiembre, después de pasar a condiciones más favorables, Irma se convirtió en un huracán de categoría 4. Mientras continuaba acercándose a las Islas de Sotavento, Irma experimentó un segundo y más robusto período de intensificación rápida, convirtiéndose en un huracán de categoría 5 a las 11:45 UTC del día siguiente, con vientos máximos de 175 mph (280 km/h). A medida que comenzó a adquirir características anulares, el huracán extremadamente poderoso continuó intensificándose, con vientos máximos sostenidos alcanzando un máximo a 185 mph (295 km/h) cerca de la medianoche del 6 de septiembre, que se mantendría estable y sin cambios durante las próximas 37 horas. Seis horas después, Irma tocó tierra a lo largo de la costa norte de Barbuda cerca de la fuerza máxima. Más tarde ese día, alrededor de las 21:00 UTC, la presión de la tormenta bajó de un promedio de 914 hPa (27.0 inHg) – esta fue la más baja en el Atlántico desde el huracán Dean de la temporada de 2007. Mientras mantiene su intensidad, Irma hizo aterrizajes sucesivos aproximadamente a las 12:00 UTC en Sint Maarten, ya las 17:00 UTC en Isla Ginger y Tórtola, en las Islas Vírgenes Británicas.
Poco antes de las 06:00 UTC del 8 de septiembre, Irma tocó tierra en la isla bahamense Little Inagua. Aproximadamente tres horas después, un ciclo de reemplazo de la pared del ojo causó que Irma se debilitara a un huracán de categoría 4, pero la tormenta recuperó el estatus de categoría 5 casi 18 horas más tarde antes de tocar tierra en Cuba. Después de debilitarse a un huracán categoría 3 debido a la interacción de la tierra con Cuba, Irma se reintensificó en un huracán de categoría 4 mientras cruzaba el Estrecho de Florida. A las 13:10 UTC del 10 de septiembre, Irma tocó tierra en Cudjoe Key, Florida, con vientos máximos sostenidos de 130 mph (215 km/h) y una presión central de 929 hPa (27,4 inHg). Más tarde ese día, a las 19:35 UTC, Irma tocó tierra en Marco Island con vientos máximos sostenidos de 115 mph (185 km/h) y una presión central de 940 hPa (27.64 inHg); el Departamento de Policía de Marco Island registró una ráfaga de viento de 130 mph (215 km/h).
El Aeropuerto Internacional de Naples, Florida midió ráfagas de viento de hasta 142 mph (229 km/h). Alrededor de media hora más tarde, Irma tocó tierra en Naples con la misma intensidad. Irma se debilitó en una tormenta de categoría 2 una vez tierra adentro y debajo de intensidad de huracán a las 12:00 UTC del 11 de septiembre. A las 03:00 UTC del 12 de septiembre, Irma se debilitó a una depresión tropical sobre la frontera Georgia-Alabama y degeneró en una publicación -tropical baja unas 24 horas más tarde al norte de Tupelo, Misisipi. Los remanentes de Irma continuaron moviéndose hacia el noroeste al día siguiente, antes de girar hacia el norte y luego acelerar hacia el noreste el 14 de septiembre. Temprano el 15 de septiembre, los remanentes de Irma comenzaron a alejarse de la costa de Nueva Inglaterra, volviéndose cada vez más desorganizados mientras continuaban debilitándose. Más tarde ese mismo día, los remantentes de Irma comenzaron a interactuar con un frente frío que se extendía sobre Terranova. El 16 de septiembre, la circulación remanente de Irma colapsó, y la mayor parte de la humedad remanente de Irma fue absorbida por el huracán José más tarde ese día.
La tormenta causó daños catastróficos en Barbuda, San Bartolomé, San Martín, Anguila y las Islas Vírgenes como un huracán de categoría 5. Hasta la estimación el 10 de octubre, el huracán ha causado al menos 134 víctimas mortales: una en Anguila, una en Barbados, tres en Barbuda, cuatro en las Islas Vírgenes Británicas, 10 en Cuba, 11 en las Antillas francesas, una en Haití, tres en Puerto Rico, cuatro en el lado holandés de Sint Maarten, 90 en los Estados Unidos contiguos, cuatro en las Islas Vírgenes y otros dos en lugares desconocidos en el Caribe. Es uno de los fenómenos más devastadores del 2017.

### Huracán José
Una onda tropical que se movía hacia el oeste salió de la costa oeste de África el 31 de agosto. La ola pasó al sur de Cabo Verde el 2 de septiembre, con una gran área de tormentas eléctricas desorganizadas. Sin embargo, las condiciones ambientales favorecieron el desarrollo gradual, lo que llevó al Centro Nacional de Huracanes (NHC) a comenzar a rastrear el sistema. A principios del 4 de septiembre, se formó una baja en la superficie dentro de la ola mientras estaba ubicada a unos 615 mi (990 km) al oeste-suroeste de las islas de Cabo Verde. Se produjo una organización continuada, y se estima una depresión tropical formada a las 06:00 UTC del 5 de septiembre, con la intensificación del estado de tormenta tropical seis horas después; como tal, se llamaba José. Operacionalmente, el Centro Nacional de Huracanes no inició avisos hasta las 15:00 UTC de ese día como tormenta tropical, nueve horas después de haberse formado. Una vez que José se convirtió en una tormenta tropical, se produjo una intensificación gradual dentro del entorno favorable de temperaturas cálidas de la superficie del mar, baja cizalladura del viento y abundante humedad. La tormenta desarrolló una característica similar a la de un ojo y una convección radial simétrica, ya que rastreaba de oeste a noroeste bajo la influencia de una cresta subtropical. A principios del 6 de septiembre, se produjo un período de rápida intensificación, debido a las condiciones favorables, donde José alcanzó la intensidad de huracán a las 18:00 UTC de ese día. Mientras tanto, José, junto con los huracanes Irma y Katia, marcó la primera vez que tres huracanes estuvieron presentes simultáneamente del Atlántico desde 2010. A pesar de estar cerca del flujo de salida del huracán Irma, que es mucho más grande, hacia el oeste, José continuó intensificándose rápidamente durante los dos días siguientes, lo que finalmente culminó con un viento máximo de 155 mph (250 km/h) y una presión mínima de 938 mbar (27.7 inHg) a las 18:00 UTC del 8 de septiembre, mientras se encuentra al este de las Islas de Sotavento. Al hacerlo, José, junto con Irma cerca de tocar tierra en Cuba como un huracán categoría 5, marcó la primera vez que dos huracanes del Atlántico tuvieron vientos máximos sostenidos de al menos 150 mph (240 km/h) que ocurrieron simultáneamente.
José se debilitó lentamente a medida que el ojo se llenó de nubes y la cizalladura del viento comenzó a afectar la tormenta. cayendo por debajo de la intensidad de la categoría 4 a las 18:00 UTC del 10 de septiembre. La tormenta se debilitó por debajo del estado de huracanes mayores a las 06:00 UTC del día siguiente, y por debajo del estado de la categoría 2 a las 18:00 UTC del 11 de septiembre a medida que una mayor cizalladura del viento comenzó a erosionar el núcleo. A medida que la tormenta entraba en un bucle anticiclónico, José bajó de categoría a una tormenta tropical a las 00:00 UTC del 15 de septiembre, según los cálculos de Dvorak, que pusieron su velocidad del viento por debajo de la fuerza del huracán. En este momento, el Centro Nacional de Huracanes notó que la cizalladura del viento en el norte había mantenido todas las bandas significativas en el cuadrante sureste y el centro estaba al noroeste de la mayor parte de la convección. Sin embargo, a medida que la tormenta estaba completando el ciclo anticiclónico más tarde ese día, un avión de reconocimiento registró vientos de superficie por encima del umbral del huracán. En consecuencia, el Centro Nacional de Huracanes re-actualizó a José a un huracán. Al redondear la periferia occidental de la cordillera subtropical, José avanzó hacia el norte, comenzando el 16 de septiembre. A pesar de un aspecto asimétrico en las imágenes de satélite, el huracán se intensificó ligeramente, alcanzando una intensidad máxima secundaria de 90 mph (150 km/h) a las 12:00 UTC del 17 de septiembre.
El campo de viento se expandió a medida que José continuaba hacia el norte, y se desarrolló una gran banda convectiva a lo largo de la periferia norte a medida que disminuía el área central de tormentas. Un área de convección y una característica ocular se reformaron el 19 de septiembre mientras la tormenta estaba al este de Carolina del Norte. Un vuelo de los Cazadores de Huracanes el 20 de septiembre indicó que José se debilitó al estado de tormenta tropical, momento en el cual la tormenta giró hacia el noreste. A partir de entonces, la convección central disminuyó a medida que la tormenta pasaba al norte de la Corriente del Golfo a temperaturas del agua más frías. A comienzos del 22 de septiembre, el Centro Nacional de Huracanes rediseñó a José como un ciclón post-tropical, luego de que la convección disminuyó por más de 12 horas, y desde que la tormenta adquirió un sistema frontal. La banda convectiva del norte se movió sobre Nueva Inglaterra, mientras que el centro se desplazó hacia el sureste de Cape Cod. Los remanentes de José vagaron por otros tres días, antes de disiparse el 25 de septiembre.
Inicialmente proyectado para impactar las Antillas ya afectadas por el huracán Irma, José desencadenó evacuaciones en Barbuda con daños catastróficos, así como en Saint Martin. Eventualmente, cuando José cambió su trayectoria, su núcleo interno y, por lo tanto, los vientos más fuertes permanecieron en alta mar. No obstante, José todavía trajo vientos con fuerza de tormenta tropical a esas islas. Más tarde, José trajo fuertes lluvias, oleaje y oleaje fuerte a la costa este de los Estados Unidos, causando la erosión de las playas y algunas inundaciones. Una mujer murió luego de ser atrapada en una corriente en Asbury Park.

### Huracán Katia
El 24 de agosto, una onda tropical emergió en el Océano Atlántico desde la costa oeste de África. Aunque un área concentrada de convección profunda acompañó a la ola, la actividad de las tormentas eléctricas pronto disminuyó, y la ola avanzó hacia el oeste a través del Atlántico y el Mar Caribe con poco desarrollo durante más de una semana. El sistema posteriormente interactuó con una vaguada de nivel medio sobre el golfo oriental de México el 3 de septiembre y el Centro Nacional de Huracanes (NHC, por sus siglas en inglés) comenzó a monitorearlo por posible ciclogénesis tropical, a pesar de las condiciones ambientales desfavorables. Situado sobre la península de Yucatán y la bahía adyacente de Campeche, el sistema produjo actividades desorganizadas de lluvia y tormentas eléctricas. En los días posteriores, las condiciones se volvieron más propicias para el desarrollo. Una circulación en la superficie bien definida se formó el 5 de septiembre y, por lo tanto, el sistema se convirtió en una depresión tropical a las 12:00 UTC, aproximadamente 40 millas (65 km) al este de la línea del estado Tamaulipas-Veracruz. El Centro Nacional de Huracanes inició avisos sobre la depresión tropical trece a las 21:00 UTC, después de que los datos de ASCAT indicaran una circulación bien definida y vientos de 35 mph (56 km/h). Ubicada en un área de débiles corrientes de dirección, la depresión se desvió lentamente hacia el este. Con la disminución gradual de la cizalladura del viento y las temperaturas cálidas de la superficie del mar, el sistema se intensificó en la tormenta tropical Katia el 6 de septiembre, a medida que la convección se organizaba mejor.
Un vuelo de reconocimiento de la aeronave a la tormenta más tarde, el 6 de septiembre, encontró un parabrisas parcial y vientos de superficie de 76 mph (122 km/h); sobre esa base, el Centro Nacional de Huracanes elevó a Katia al estado de huracán. La convección se organizó en un centro denso cubierto cuando el sistema se detuvo. Dado que Irma y José también fueron huracanes al mismo tiempo que Katia, fue la primera vez que se produjeron tres huracanes simultáneos en la cuenca del Atlántico desde Igor, Julia y Karl en 2010. El 7 de septiembre, una cresta en desarrollo sobre el norte del Golfo de México hizo que Katia girara de oeste a suroeste mientras continuaba fortaleciéndose lentamente. El ciclón se intensificó en un huracán de categoría 2 en la escala de huracanes de Saffir-Simpson a las 12:00 UTC del 8 de septiembre; esto solo marcó la segunda vez en el registro, la otra en 1893, que tres huracanes de intensidad de al menos categoría 2 existían simultáneamente en la cuenca del Atlántico. Seis horas más tarde, Katia alcanzó la intensidad máxima con vientos máximos sostenidos de 105 mph (165 km/h) y una presión mínima de 972 mbar (hPa; 28.70 inHg). A partir de entonces, mientras Katia se acercaba a la costa de Veracruz, su circulación comenzó a interactuar con la tierra, causando que se debilitara rápidamente. Alrededor de las 03:00 UTC del 9 de septiembre, Katia tocó tierra en Tecolutla como un débil huracán de categoría 1. Cruzando el terreno accidentado del este de México, el sistema se debilitó rápidamente y se disipó alrededor de las 18:00 UTC. Los remanentes de Katia viajaron a través de América Central y luego emergieron sobre el Océano Pacífico, donde contribuyeron al desarrollo de la depresión tropical Quince-E. Este nuevo sistema se fortaleció luego en el huracán Otis aproximadamente una semana después.
Al menos 53 municipios en México fueron afectados por Katia. Las fuertes lluvias dejaron inundaciones y numerosos deslizamientos de tierra, con 65 deslizamientos en la ciudad de Xalapa solo. Aunque se desconocen las estimaciones de daños, los informes preliminares indicaron que 370 casas se inundaron. Se confirmó que tres muertes estaban relacionadas con el huracán, dos de ellas por deslizamientos de tierra y una por ser barrida por las inundaciones. Aproximadamente 77,000 personas se quedaron sin energía a la altura de la tormenta. Casualmente, la tormenta golpeó a México pocos días después de que un gran terremoto sacudiera el país, empeorando las consecuencias y la recuperación. El huracán Katia marcó la primera instancia de tres huracanes simultáneamente activos desde 2010. El pico de Katia marcó la segunda vez conocida en la historia del Atlántico y la primera vez desde 1893 en que tres tormentas simultáneamente activas fueron al menos de fuerza de Categoría 2.

### Huracán Lee
Una ola tropical se alejó de la costa de África el 13 de septiembre. Contrario a las predicciones de solo una organización gradual en los días siguientes, el sistema se organizó rápidamente, convirtiéndose en la depresión tropical Catorce a las 18:00 UTC del 14 de septiembre. El Centro Nacional de Huracanes mejoró el sistema a tormenta tropical Lee a las 15:00 UTC del día siguiente, basado en un aumento en la convección profunda y un pase de dispersómetro avanzado (ASCAT) que indicaba que estaba produciendo vientos mínimos de fuerza de tormenta tropical. Después de encontrar cizalladura del viento, Lee se debilitó gradualmente hasta convertirse en una depresión tropical el 17 de septiembre. Mientras Lee avanzaba hacia el noroeste en tándem con una vaguada en el nivel superior con estallidos periódicos de convección, la cizalladura del viento disminuyó ligeramente, lo que permitió que Lee volviera a ser sensible a una tormenta tropical. 19 de septiembre y alcanzando una intensidad máxima inicial con vientos de 45 mph (70 km/h) ese día. Sin embargo, la cizalladura del viento volvió a aumentar, y Lee se abrió en una vaguada alrededor de las 12:00 UTC del 20 de septiembre. El Centro Nacional de Huracanes supervisó los restos de Lee de forma intermitente durante varios días, pero no se consideró probable la regeneración. Sin embargo, los remanentes de nivel medio del ciclón tropical se entrelazaron con un canal de nivel superior; una profunda ráfaga de convección condujo a una nueva circulación en la superficie y, a las 12:00 UTC del 22 de septiembre, el sistema se reorganizó en depresión tropical Lee. Lee se intensificó en una tormenta tropical 12 horas después.
Un ciclón tropical compacto, organizó Lee, como pequeñas bandas curvas envueltas en un pequeño grupo de convección central. Un pase de microondas alrededor de las 21:00 UTC del 23 de septiembre indicó la formación de un anillo de convección poco profunda a moderada alrededor del centro, a menudo un presagio de intensificación rápida. A las 06:00 UTC del día siguiente, Lee se intensificó en un huracán, basado en la presencia de un ojo en las imágenes de satélite. Después de alcanzar vientos de 90 mph (150 km/h), la tormenta se debilitó ligeramente debido a la moderada cizalladura del viento del sureste. Sin embargo, a las 09:00 UTC del 26 de septiembre, la tormenta alcanzó la fuerza de la categoría 2. Un ciclo de reemplazo de la pared del ojo esa noche llevó a la aparición de un ojo más grande rodeado de nubes frías, y a las 12:00 UTC del 27 de septiembre, Lee alcanzó su intensidad máxima como un huracán de categoría 3 con vientos de 115 mph (185 km/h). El sistema recurvió al noreste después de la intensidad máxima y sucumbió rápidamente a la fuerte cizalladura del viento del norte y a las aguas oceánicas progresivamente más frías; se debilitó por debajo de la intensidad de huracanes mayores a principios del 28 de septiembre, cayó por debajo de la intensidad de huracanes a las 18:00 UTC del 29 de septiembre y degeneró a un ciclón post-tropical a las 06:00 UTC del 30 de septiembre, después de que no hubiera tenido convección profunda durante más de 12 horas.

### Huracán María
María se originó a partir de una onda tropical que dejó la costa occidental de África el 12 de septiembre. La organización gradual ocurrió a medida que avanzaba hacia el oeste a través del Atlántico tropical bajo la influencia de una cordillera de nivel medio que se ubicaba al norte del sistema, y para las 12:00 UTC del 16 de septiembre, se había convertido en la depresión tropical Quince, a medida que la convección profunda se consolidaba y se convertía en bandas curvas que se envolvían en un centro de circulación cada vez más definido. En ese momento, se encontraba a unos 665 mi (1,070 km) al este de Barbados. Las condiciones favorables a lo largo de la trayectoria del sistema consistieron en temperaturas cálidas de la superficie del mar de 84 °F (29 °C), baja cizalladura del viento y abundante humedad en el aire que permitió que la perturbación se consolidara y se convirtiera en tormenta tropical María seis horas después, luego de que las imágenes satelitales indicaron que La circulación de bajo nivel de la onda se había definido bien. María se fortaleció gradualmente, y para fines del 17 de septiembre, aunque el centro se había expuesto temporalmente, una explosión convectiva sobre el centro permitió que se convirtiera en un huracán. Poco después, se produjo una intensificación explosiva, y María casi duplicó sus vientos de 140 km/h (85 mph), un huracán de categoría 1 a 270 km/h (168 mph), un huracán de categoría 5 en solo 24 horas. hora en que se ubicó a solo 15 millas (25 km) al este-sureste de Dominica a fines del 18 de septiembre/> la tasa de intensificación que se produjo se ha superado solo unas pocas veces en el Atlántico desde que comenzaron los registros. María tocó tierra en Dominica a las 01:15 UTC del 19 de septiembre. convirtiéndose en el primer huracán de categoría 5 registrado para atacar a la nación isleña.
Al ingresar al mar Caribe, María se debilitó levemente a un huracán de categoría 4 debido a la interacción de la tierra con la isla de Dominica, sin embargo, rápidamente se convirtió en un huracán de categoría 5 y alcanzó su intensidad máxima con vientos de 175 mph (280 km/h) y presión de 908 mbar (hPa; 26.81 inHg) a las 03:00 UTC del 20 de septiembre, mientras que el sureste de Puerto Rico; esto lo clasifica como el décimo huracán más intenso del Atlántico desde que comenzaron los registros confiables. Un ciclo de reemplazo de la pared del ojo causó que María se debilitara a la fuerza de la Categoría 4 antes de tocar tierra cerca de Yabucoa, Puerto Rico a las 10:15 UTC (6:15 a. m. hora local) ese día con vientos de 155 mph (250 km/h), el más intenso a azotar en la isla desde el huracán San Felipe Segundo de 1928. María se debilitó significativamente mientras atravesaba Puerto Rico, pero pudo reincidir en un gran huracán una vez que emergió sobre el Atlántico esa misma tarde, y finalmente alcanzó una intensidad máxima secundaria con vientos de 125 mph (205 km/h) el 22 de septiembre, mientras que el norte de La Española.
María comenzó a fluctuar en intensidad durante los próximos días a medida que el ojo aparecía y desaparecía periódicamente, mientras se acercaba lentamente a la costa este de los Estados Unidos, aunque la cizalladura del viento del suroeste debilitaba gradualmente el huracán. Para el 25 de septiembre, superó las temperaturas más frías de la superficie del mar que el huracán José había dejado una semana antes, lo que provocó el colapso de su núcleo interno y la estructura de la tormenta que cambió significativamente. El 28 de septiembre, un canal que comenzaba a surgir en el noreste de los Estados Unidos llevó a María hacia el este hacia el mar, mientras que también se debilitaba ante una tormenta tropical. Las ráfagas periódicas de convección cerca del centro lograron mantener la intensidad de María mientras aceleraba de este a noreste a través del Océano Atlántico norte, pero la interacción con una zona frontal invasora finalmente hizo que la tormenta se convirtiera en un ciclón extratropical el 30 de septiembre, que continuó hacia el este -Norte al noreste, antes de disiparse el 2 de octubre.
El 28 de agosto de 2018 (casi un año después del huracán), Puerto Rico revisó su cuenta oficial de 64 muertos en el huracán hasta 2,975, lo que hace un total de 3,057 muertos: se estima que 2,975 murieron en Puerto Rico, 65 en Dominica, 5 en la República Dominicana, 4 en los Estados Unidos contiguos, 3 en Haití, 2 en Guadalupe y 3 en las Islas Vírgenes de los Estados Unidos. María es el huracán más mortal en Dominica desde el huracán Padre Ruíz de 1834 y el más mortal en Puerto Rico desde el huracán San Ciriaco de 1899. El número de muertos en Puerto Rico fue reportado inicialmente como 64 por las autoridades puertorriqueñas, pero se revisó después de que varios estudios estimaron que entre 1,400 y 5,740 muertes fueron atribuibles a la tormenta. La estimación oficial de 2,975 se basa en un estudio encargado por el gobernador de Puerto Rico, donde los investigadores de la Universidad George Washington desarrollaron modelos estadísticos de exceso de mortalidad atribuible a María, incluidas las muertes directas e indirectas. Los investigadores atribuyen la discrepancia con el recuento de las muertes iniciales a la "falta de conocimiento de las prácticas adecuadas para la certificación de las muertes de un desastre natural" entre los médicos que informan a las agencias de estadísticas vitales.

### Huracán Nate
A principios de octubre, a comienzos de octubre, comenzó a interactuar una vaguada de superficie baja de baja presión que interactúa con un nivel bajo en todo el noroeste del Caribe, dando como resultado una nubosidad generalizada y lluvias dispersas en toda la región. A pesar de las presiones superficiales inusualmente bajas, inicialmente se pronosticaron fuertes vientos en niveles superiores para evitar una organización significativa. Durante las horas de la tarde del 3 de octubre, las imágenes satelitales y las observaciones en la superficie indicaron que se había formado una amplia área de baja presión sobre el extremo suroeste del Caribe. La perturbación comenzó a mostrar signos de fortalecimiento casi de inmediato; Las imágenes satelitales de la mañana siguiente mostraron grandes bandas curvas de convección profunda envueltas en el centro bien definido, lo que provocó que el Centro Nacional de Huracanes (NHC) lo actualice a una depresión tropical a las 12:00 UTC del 4 de octubre, mientras se encuentra a unas 40 millas (64 km) al sur de la isla de San Andrés.
El ciclón recién formado viajó en un rumbo noroeste durante su incipiencia, dirigido por una cresta sobre el Atlántico sudoeste. Más tarde, el 4 de octubre, la convección interna del núcleo floreció, con una banda convectiva bien definida en el semicírculo oriental. La presencia de una cortina ocular parcial en el radar de San Andrés, junto con las observaciones de la superficie desde Nicaragua, incentivaron al NHC para mejorar la depresión a la tormenta tropical Nate a las 06:00 UTC del 5 de octubre. Seis horas más tarde, el sistema se había trasladado a tierra justo al sur de puerto cabezas. Combinado con la moderada cizalladura del viento del suroeste, el paso de la tormenta sobre los terrenos escarpados de Nicaragua y Honduras hizo que el patrón de nubes se deteriorara, aunque sus vientos permanecieron cerca de la fuerza de la tormenta tropical. Sin embargo, este lapso en la estructura fue temporal, ya que Nate volvió a desarrollar la convección profunda incluso antes de resurgir sobre el agua; de hecho, el ciclón exhibió cierta apariencia de un anillo convectivo en imágenes de microondas. Integrado dentro de un giro ciclónico más grande en Centroamérica, Nate mantuvo un curso hacia el noroeste a través de la tierra, llevando la tormenta al Golfo de Honduras durante las primeras horas del 6 de octubre.
Una vez sobre las cálidas aguas del noroeste del Mar Caribe, Nate comenzó a fortalecerse lentamente, a pesar de su amplia superficie central y la separación de los vientos máximos al este desde el centro. Una cresta subtropical en desarrollo sobre el Atlántico occidental dio vuelta a la tormenta en una trayectoria más norte-noroeste. Las aeronaves de reconocimiento de reserva de la NOAA y la Fuerza Aérea que tomaron muestras del sistema durante la tarde del 6 de octubre confirmaron la continua intensificación; Los datos alrededor de las 02:30 UTC del día siguiente, que mostraban una pantalla ocular en desarrollo, permitieron actualizar a Nate al noveno huracán consecutivo de la temporada. El flujo continuo entre la cresta sobre el Atlántico occidental y el giro centroamericano impulsó a Nate al Canal de Yucatán y luego al Golfo de México el 7 de octubre; de hecho, con un movimiento promedio de 12 horas de 29 mph (47 km/h), Nate se convirtió en el huracán más veloz registrado en el golfo.  Las condiciones ambientales favorables permitieron que el fortalecimiento continuara: Nate desarrolló una cubierta densa central simétrica, con nubes con una temperatura superior a −114 °F (−81 °C) y un ojo considerable debajo, alcanzando vientos máximos de 90 mph (150 km/h) a las 12:00 UTC. El huracán alcanzó una presión barométrica mínima de 981 mbar (hPa; 28.97 inHg) seis horas después.
Impulsar la cizalladura vertical del viento causó que la convección de Nate se calentara rápidamente y perdiera la estructura, a pesar de los intentos de la tormenta para formar un ojo más distintivo. Alrededor de las 00:00 UTC del 8 de octubre, Nate tocó tierra por primera vez cerca de la desembocadura del río Misisipi con vientos de 85 mph (137 km/h). La convección profunda migró al norte y al este del centro, y una curva hacia el norte llevó la tormenta a tierra cerca de Biloxi, Misisipi, a las 05:30 UTC, con vientos de 75 mph (121 km/h). En el interior, Nate se incrustó en los rápidos vientos del oeste de latitud media, lo que provocó que la tormenta se acelerara de norte a noreste y se debilitara a una tormenta tropical 30 minutos después. Las observaciones en la superficie indicaron un ciclón que se debilita rápidamente, lo que provocó que el Centro Nacional de Huracanes rebajara la calificación de Nate a una depresión tropical a las 12:00 UTC mientras estaba ubicada sobre el sudoeste de Alabama; Otros avisos fueron relegados al Centro de Predicción Meteorológica (WPC). Nate continuó debilitándose y degradándose a un remanente bajo en Tennessee. Unas horas más tarde, el remanente bajo se convirtió en un ciclón extratropical sobre el valle de Ohio. El ciclón extratropical se movió hacia el noreste hacia Nueva Inglaterra, luego giró de este a noreste hacia Canadian Maritime el 10 de octubre. El remanente extratropical se disipó cerca de Newfoundland a principios del 11 de octubre, mientras degeneraba en un canal que giraba alrededor de otro ciclón extratropical hacia el norte.

### Huracán Ophelia
El 6 de octubre, el Centro Nacional de Huracanes (NHC) comenzó a monitorear el extremo de la cola de un frente frío en descomposición para detectar posibles ciclogénesis subtropical o tropical. El mismo día se desarrolló una circulación en la periferia de este frente. Poco después, una baja no tropical se desarrolló dentro de la circulación y se desvió hacia el sudoeste antes de volverse casi estacionaria. El sistema comenzó a adquirir características subtropicales al día siguiente, y las posibilidades de desarrollo aumentaron a un alto porcentaje de ciclogénesis. Después de una breve pérdida de organización y disminución de la convección, debido a la moderada cizalladura del viento, el sistema continuó organizándose de manera constante y desarrolló un centro de circulación bien definido a principios del 9 de octubre, cuando la convección profunda comenzó a persistir cerca del centro. A las 09:00 UTC de ese día, la convección había persistido el tiempo suficiente para que el sistema fuera clasificado como una depresión tropical a unos 875 mi (1,410 km) al oeste-suroeste de las Azores, y la tormenta fue identificada como la depresión tropical Diecisiete. Una función de banda curva se envolvió alrededor del centro a medida que mejoraba la presentación satelital, lo que llevó a la actualización a tormenta tropical Ophelia seis horas después.
A pesar de las temperaturas de la superficie del mar, ligeramente cálidas, de alrededor de 79 °F (26 °C), los efectos de las temperaturas del aire por debajo de la media y la baja cizalladura del viento permitieron que la Ophelia se fortaleciera gradualmente; con características de bandas que se vuelven más prominentes a medida que se desvía hacia el norte, en un área de corrientes de dirección débiles. Además, el gran contraste de temperatura entre la superficie oceánica inusualmente cálida (para esa época del año) y las temperaturas extremadamente frías en la atmósfera superior proporcionaron inestabilidad para las tormentas eléctricas de Ophelia, lo que permitió que la tormenta continuara fortaleciéndose, a pesar de estar más que marginalmente. temperaturas cálidas del océano. Una leve degradación de la estructura de la tormenta provocó un cierto debilitamiento a principios del 11 de octubre, pero esto duró poco, ya que la convección profunda envolvió toda la tormenta. Se actualizó a un huracán a las 21:00 UTC de ese día después de que se desarrolló un ojo irregular, convirtiéndose en el décimo huracán consecutivo más alto en la temporada de huracanes de 2017; Ofelia fue la cuarta ocurrencia de este tipo desde las temporadas 1878, 1886 y 1893. Posteriormente, Ophelia se intensificó de manera constante a medida que se volvía casi estacionaria, intensificándose en un huracán de categoría 2 en la escala de Saffir-Simpson el 12 de octubre, ya que la densa cubierta central se hizo más simétrica y el ojo se definió mejor.
El huracán se debilitó ligeramente al día siguiente, cuando las nubes se calentaron, solo para fortalecerse rápidamente a medida que el ojo se volvía mucho más definido y las nubes se enfriaban significativamente debido a la salida de una cuenca fuerte hacia el noreste. El Centro Nacional de Huracanes elevó la tormenta a un huracán mayor (Categoría 3 o superior) a las 15:00 UTC del 14 de octubre; a 26,6°W, este era el más lejano este que se había observado una tormenta de tal intensidad en la era de los satélites. Al mismo tiempo, alcanzó su intensidad máxima con vientos de 115 mph (185 km/h) y una presión mínima de 959 milibares (28.32 inHg) mientras se encontraba a aproximadamente 235 millas (375 km) al sureste de las Azores. Después de alcanzar su intensidad máxima, el aumento de la cizalladura y el aire seco desde un límite frontal invasor comenzó a perturbar el núcleo de la tormenta, lo que provocó que Ophelia comenzara a debilitarse temprano el 15 de octubre, cuando comenzó su transición extratropical, con el ojo colapsado. El proceso se aceleró cuando Ophelia se incrustó aún más en el canal y, finalmente, la tormenta se volvió extratropical a las 03:00 UTC del día siguiente. Entonces, Ophelia tocó tierra en Irlanda como una tormenta europea de huracanes. Después, Ophelia se debilitó, rastreó el Reino Unido y giró hacia el este. A fines del 17 de octubre, los remanentes de Ophelia tocó tierra en Noruega, antes de disiparse poco después, el 18 de octubre.

### Tormenta tropical Philippe
El 16 de octubre, una onda tropical salió de la costa oeste de África y entró en el Atlántico. La ola siguió hacia el oeste durante varios días. Para el 24 de octubre, comenzó a interactuar con un giro centroamericano mientras estaba situado sobre el suroeste del Caribe. Al día siguiente, la interacción resultó en la formación de un área de baja presión. Después de la baja convección adicional adquirida y la circulación se hizo más definida, se desarrolló una depresión tropical a las 12:00 UTC del 28 de octubre, aproximadamente 100 millas (160 km) al sur-suroeste de la Isla de la Juventud en Cuba. Moviéndose hacia el noreste debido a un gran canal de latitud media sobre el sureste de los Estados Unidos y el oeste del Golfo de México, la depresión se intensificó en la tormenta tropical Philippe aproximadamente seis horas después. La fuerte cizalladura del viento y la interacción de la tierra con Cuba evitaron una mayor intensificación. Alrededor de las 22:00 UTC del 28 de octubre, la tormenta tocó tierra en la península de Zapata con vientos de 40 mph (65 km/h). Philippe se debilitó rápidamente y se disipó a las 06:00 UTC del día siguiente. Operacionalmente, se evaluó que Philippe cruzaba los Cayos de Florida y salía hacia el Atlántico occidental, pero el análisis posterior mostró que era una zona no tropical de baja presión la que estaba interactuando con Philippe.
La tormenta produjo fuertes lluvias en Cuba, Florida y las Bahamas. En Florida, las precipitaciones generalmente variaron de 2 a 4 en (51 a 102 mm), aunque se registraron totales aislados de precipitación de 10 a 11 en (250 a 280 mm) en los condados del este de Broward y Palm Beach. Philippe engendró tres tornados F0 en el sureste de Florida. Una de esas docenas de casas dañadas en Boynton Beach, mientras que otra produjo una ráfaga de viento de 74 mph (119 km/h) en West Palm Beach.

### Tormenta tropical Rina
A principios de noviembre, el Centro Nacional de Huracanes comenzó a monitorear un área no tropical de baja presión en el Atlántico central, que se había formado al final de un frente frío en descomposición, para un posible desarrollo tropical. Gradualmente, el sistema se organizó mejor y pudo mantener un área de convección profunda al este del centro. A principios del 6 de noviembre, la baja había desarrollado una convección suficientemente organizada para ser clasificada como una depresión tropical. A medida que avanzaba el día, la cizalladura del viento desde el oeste comenzó a impactar el ciclón tropical, desplazando la actividad de la lluvia y las tormentas eléctricas hacia el este. A pesar de esto, el sistema continuó fortaleciéndose y, a las 00:00 UTC del 7 de noviembre, la depresión tropical se fortaleció en la tormenta tropical Rina. Cuando comenzó en una pista hacia el norte, Rina continuó fortaleciéndose a pesar de la fuerte intrusión de cizallamiento y aire seco, y también comenzó a mostrar características subtropicales marcadas por la mayor parte de la convección profunda y los vientos más fuertes bien alejados del centro. No obstante, Rina se convirtió en una fuerte tormenta tropical con vientos máximos de 60 mph (95 km/h). Poco después de alcanzar la fuerza máxima, la convección comenzó a disminuir y se desplazó bien desde el centro del sistema, mientras que la estructura general se convirtió en una especie de coma en las imágenes satelitales, lo que significa una transición extratropical. La tormenta comenzó a acelerarse hacia el norte por delante de un frente frío que se acercaba y fue absorbida por el sistema frontal alrededor de las 18:00 UTC del 9 de noviembre, a unos cientos de millas al noreste de Terranova.

### Otros sistemas

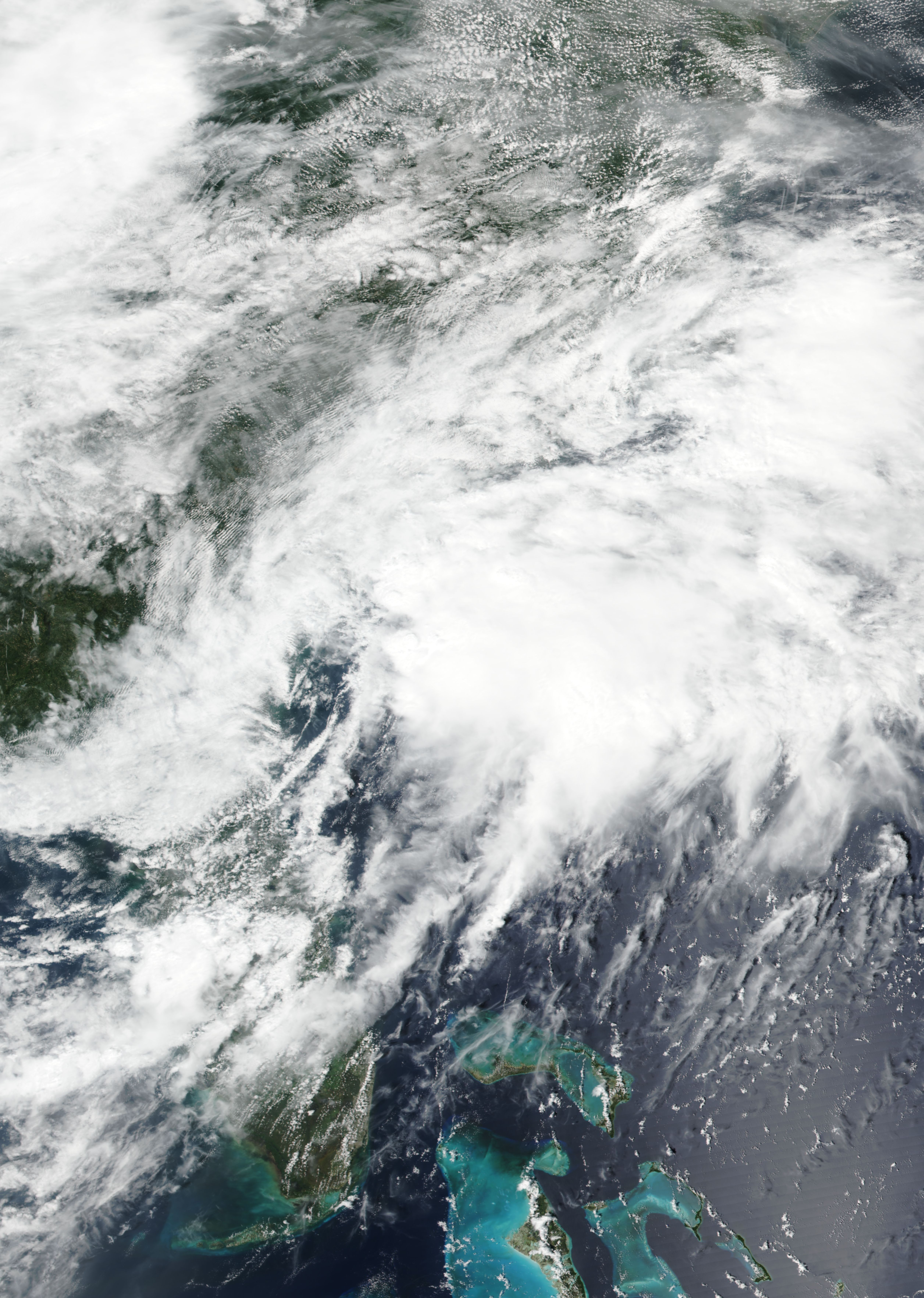
Potencial ciclón tropical Diez el 28 de agosto de 2017

- El Centro Nacional de Huracanes comenzó a monitorear una onda tropical que surgió de la costa de África el 13 de agosto, y se esperaba que se fusionara con un área de baja presión al suroeste de Cabo Verde en unos pocos días. En cambio, los dos sistemas permanecieron separados, con el primer coalesciendo eventualmente en el potencial ciclón tropical Diez el 27 de agosto, al noreste de Florida, y la otra baja presión eventualmente se convirtió en huracán Harvey. El Centro Nacional de Huracanes le dio a esta perturbación un 90% de probabilidad de convertirse en un ciclón tropical en las próximas 48 horas.[229] Después de alcanzar vientos sostenidos de 1 minuto a 45 mph (75 km/h), el sistema comenzó a experimentar una transición extratropical.[230][231]  En consecuencia, el Centro Nacional de Huracanes emitió su último aviso sobre el sistema a las 21:00 UTC del 29 de agosto, declarando que el sistema es un nivel extratropical.[232] Sin embargo, después de que la tormenta se volvió extratropical, se fortaleció, alcanzando un máximo de vientos sostenidos de 80 mph,[233] antes de ser absorbido por un sistema extratropical más grande, tormenta Perryman.[234][235]

## Nombre de los ciclones tropicales
Los siguientes nombres fueron los usados para los ciclones tropicales que se formaron en el océano Atlántico norte en 2017. Los nombres no usados están marcados con gris. Los nombres retirados fueron anunciados por la OMM en la primavera de 2018. Los nombres que no fueron retirados serán usados de nuevo en la temporada de 2023. Esta es la misma lista utilizada en la temporada del 2011, a excepción del nombre de Irma, que reemplazó el nombre de Irene. El nombre de Irma se usó anteriormente en la temporada de 1978, por lo que ningún nombre fue usado por primera vez en esta temporada.
| - Arlene - Bret - Cindy - Don - Emily - Franklin - Gert | - Harvey - Irma - José - Katia - Lee - María - Nate | - Ophelia - Philippe - Rina - Sean (sin usar) - Tammy (sin usar) - Vince (sin usar) - Whitney (sin usar) |

El uso del nombre "Don" en julio atrajo cierta atención en relación con el presidente de los Estados Unidos, Donald Trump. Max Mayfield, exdirector del Centro Nacional de Huracanes, aclaró que el nombre no tenía relación con Trump y fue elegido en 2006 como reemplazo de Dennis. Independientemente, algunos medios como Associated Press, "se burlaron" del nombre y de Trump.

### Nombres retirados
El 11 de abril de 2018, durante la XL sesión de la RA VI Hurricane Committee de la Organización Meteorológica Mundial retiró cuatro nombres de Harvey, Irma, María y Nate de sus listas de nombres rotativas debido a la cantidad de muertes y la cantidad de daños que causaron, y no serán usados nuevamente en el Océano Atlántico. Serán reemplazados por Harold, Idalia, Margot y Nigel para la temporada de 2023, respectivamente. Con cuatro nombres retirados, la temporada de 2017 está empatada con las temporadas 1955, 1995 y 2004 para el segundo mayor número de nombres de tormentas retirados después de una temporada atlántica única, solo superada por la temporada de 2005, que tuvo cinco nombres retirados.

## Estadísticas de temporada
Esta es una tabla de todas los sistemas que se han formado en la temporada de 2017. Incluye su duración, nombres, áreas afectada(s), indicados entre paréntesis, daños y muertes totales. Las muertes entre paréntesis son adicionales e indirectas, pero aún estaban relacionadas con esa tormenta. Los daños y las muertes incluyen totales mientras que la tormenta era extratropical, una onda o un baja, y todas las cifras del daño están en USD 2017.
| DT | TT | 1 | 2 | 3 | 4 | 5 |

| Nombre                  | Fechas activo                   | Categoría de tormenta en intensidad máxima | Vientos máx. (km/h) | Presión min (hPa) | ACE     | Áreas afectadas                                                  | Áreas afectadas  | Áreas afectadas | Daños (en millones USD) | Muertos |
| Nombre                  | Fechas activo                   | Categoría de tormenta en intensidad máxima | Vientos máx. (km/h) | Presión min (hPa) | ACE     | Lugar                                                            | Fecha            | Vientos (km/h)  | Daños (en millones USD) | Muertos |
| ----------------------- | ------------------------------- | ------------------------------------------ | ------------------- | ----------------- | ------- | ---------------------------------------------------------------- | ---------------- | --------------- | ----------------------- | ------- |
| Arlene                  | 19 – 21 de abril                | Tormenta tropical                          | 85 (50)             | 990               | 0.81    | Ninguno                                                          | Ninguno          | Ninguno         | N/A                     | 0       |
| Bret                    | 19 – 20 de junio                | Tormenta tropical                          | 85 (50)             | 1007              | 0.5225  | Trinidad y Tobago                                                | 20 de junio      | 85 (50)         | N/A                     | 1       |
| Bret                    | 19 – 20 de junio                | Tormenta tropical                          | 85 (50)             | 1007              | 0.5225  | Península de Paria, Venezuela                                    | 20 de junio      | 85 (50)         | N/A                     | 1       |
| Cindy                   | 20 – 23 de junio                | Tormenta tropical                          | 95 (60)             | 991               | 1.8425  | Suroeste de Luisiana, Estados Unidos                             | 22 de junio      | 85 (50)         | $25 millones            | 2       |
| Cuatro                  | 5 – 7 de julio                  | Depresión tropical                         | 45 (30)             | 1009              | 0       | Ninguno                                                          | Ninguno          | Ninguno         | N/A                     | 0       |
| Don                     | 17 – 18 de julio                | Tormenta tropical                          | 85 (50)             | 1005              | 0.7675  | Ninguno                                                          | Ninguno          | Ninguno         | N/A                     | 0       |
| Emily                   | 30 de julio – 1 de agosto       | Tormenta tropical                          | 95 (60)             | 1001              | 0.6075  | Longboat Key, Florida                                            | 31 de julio      | 95 (60)         | $10 millones            | 0       |
| Franklin                | 7 – 10 de agosto                | Huracán categoría 1                        | 140 (85)            | 981               | 3.685   | Quintana Roo, México                                             | 8 de agosto      | 95 (60)         | N/A                     | 0       |
| Franklin                | 7 – 10 de agosto                | Huracán categoría 1                        | 140 (85)            | 981               | 3.685   | Vega del Altorre, Veracruz, México                               | 10 de agosto     | 130 (80)        | N/A                     | 0       |
| Gert                    | 12 – 17 de agosto               | Huracán categoría 2                        | 175 (110)           | 962               | 7.805   | Ninguno                                                          | Ninguno          | Ninguno         | N/A                     | 0       |
| Harvey                  | 17 de agosto – 1 de septiembre  | Huracán categoría 4                        | 215 (130)           | 937               | 11.4425 | Barbados                                                         | 18 de agosto     | 75 (40)         | $125 mil millones       | 103     |
| Harvey                  | 17 de agosto – 1 de septiembre  | Huracán categoría 4                        | 215 (130)           | 937               | 11.4425 | Isla de San Vicente, San Vicente y las Granadinas                | 18 de agosto     | 75 (40)         | $125 mil millones       | 103     |
| Harvey                  | 17 de agosto – 1 de septiembre  | Huracán categoría 4                        | 215 (130)           | 937               | 11.4425 | Isla San José, Texas                                             | 26 de agosto     | 215 (130)       | $125 mil millones       | 103     |
| Harvey                  | 17 de agosto – 1 de septiembre  | Huracán categoría 4                        | 215 (130)           | 937               | 11.4425 | Holiday Beach, Texas                                             | 26 de agosto     | 195 (120)       | $125 mil millones       | 103     |
| Harvey                  | 17 de agosto – 1 de septiembre  | Huracán categoría 4                        | 215 (130)           | 937               | 11.4425 | Cameron, Luisiana                                                | 30 de agosto     | 75 (45)         | $125 mil millones       | 103     |
| Irma                    | 30 de agosto – 12 de septiembre | Huracán categoría 5                        | 285 (180)           | 914               | 64.8925 | Antigua y Barbuda; Isla de San Martín; Islas Vírgenes Británicas | 6 de septiembre  | 285 (180)       | $51.67 mil millones     | 124     |
| Irma                    | 30 de agosto – 12 de septiembre | Huracán categoría 5                        | 285 (180)           | 914               | 64.8925 | Pequeña Inagua, Bahamas                                          | 8 de septiembre  | 250 (155)       | $51.67 mil millones     | 124     |
| Irma                    | 30 de agosto – 12 de septiembre | Huracán categoría 5                        | 285 (180)           | 914               | 64.8925 | Cayo Romano, Camagüey                                            | 9 de septiembre  | 270 (165)       | $51.67 mil millones     | 124     |
| Irma                    | 30 de agosto – 12 de septiembre | Huracán categoría 5                        | 285 (180)           | 914               | 64.8925 | Cudjoe Key, Florida                                              | 10 de septiembre | 215 (130)       | $51.67 mil millones     | 124     |
| Irma                    | 30 de agosto – 12 de septiembre | Huracán categoría 5                        | 285 (180)           | 914               | 64.8925 | Marco Island, Florida                                            | 10 de septiembre | 185 (115)       | $51.67 mil millones     | 124     |
| José                    | 5 – 22 de septiembre            | Huracán categoría 4                        | 250 (155)           | 938               | 43.28   | Ninguno                                                          | Ninguno          | Ninguno         | N/A                     | 0       |
| Katia                   | 5 – 9 de septiembre             | Huracán categoría 2                        | 165 (105)           | 972               | 6.055   | Tecolutla, Veracruz, México                                      | 9 de septiembre  | 120 (75)        | N/A                     | 2       |
| Lee                     | 14 – 30 de septiembre           | Huracán categoría 3                        | 185 (115)           | 962               | 17.925  | Ninguno                                                          | Ninguno          | Ninguno         | N/A                     | 0       |
| María                   | 16 – 30 de septiembre           | Huracán categoría 5                        | 280 (175)           | 908               | 44.805  | Dominica                                                         | 19 de septiembre | 270 (165)       | $91.43 mil millones     | 4730    |
| María                   | 16 – 30 de septiembre           | Huracán categoría 5                        | 280 (175)           | 908               | 44.805  | Yabucoa, Puerto Rico                                             | 20 de septiembre | 250 (155)       | $91.43 mil millones     | 4730    |
| Nate                    | 4 – 8 de octubre                | Huracán categoría 1                        | 150 (90)            | 981               | 4.13    | Noreste de Nicaragua                                             | 5 de octubre     | 65 (40)         | $787 millones           | 47      |
| Nate                    | 4 – 8 de octubre                | Huracán categoría 1                        | 150 (90)            | 981               | 4.13    | Desembocadura del Río Misisipi                                   | 8 de octubre     | 140 (85)        | $787 millones           | 47      |
| Nate                    | 4 – 8 de octubre                | Huracán categoría 1                        | 150 (90)            | 981               | 4.13    | Biloxi, Misisipi                                                 | 8 de octubre     | 120 (75)        | $787 millones           | 47      |
| Ophelia                 | 9 – 15 de octubre               | Huracán categoría 3                        | 185 (115)           | 959               | 14.5225 | Isla de Valentia, Irlanda (post-tropical)                        | 16 de octubre    | 120 (75)        | $7 millones             | 3       |
| Philippe                | 28 – 29 de octubre              | Tormenta tropical                          | 65 (40)             | 1000              | 0.1225  | Península de Zapata, Matanzas, Cuba                              | 28 de octubre    | 65 (40)         | N/A                     | 0       |
| Rina                    | 5 – 9 de noviembre              | Tormenta tropical                          | 95 (60)             | 991               | 1.6625  | Ninguno                                                          | Ninguno          | Ninguno         | N/A                     | 0       |
| Totales de la temporada |                                 |                                            |                     |                   |         |                                                                  |                  |                 |                         |         |
| 18 ciclones             | 19 de abril – 9 de noviembre    |                                            | 285 (180)           | 908               | '       | 26                                                               | 26               | 26              | $268.93 mil millones    | 5012    |